# 三菱Outlander
- 關於2005年以前日本內銷版的Outlander，請見「三菱Airtrek」。
- 關於外銷版的「三菱Outlander Sports」，請見「三菱RVR」。

三菱Outlander（日语：三菱・アウトランダー）是日本三菱汽車自2001年起生產銷售的緊湊型跨界休旅車。「Outlander」原本作為「Airtrek」的外銷版車名，但2005年隨著第一代Outlander正式在日本本土上市，車名統一成「Outlander」。直至2008年為止，海外版Airtrek仍以「Outlander EX」之名外銷。

## 概要
在2007年至2012年之間，原廠曾將第二代Outlander換牌成標緻4007、雪鐵龍C-Crosser，分別OEM供應給法國標緻汽車、雪鐵龍汽車。關於車名「Outlander」，乃是「Outland（靠近邊界之土地）」加上「er」之自造語，具有「前往遙遠未知之地的冒險家」之意。
2016年12月中國的純電動車新創公司威馬汽車將第二代Outlander後期型的宣傳照移花接木成自家的概念車，結果遭到外國記者揭穿。

## 歷史

### 第一代CU/ZE/ZF系（2003年 - 2006年）
關於日本版，請參照三菱Airtrek。

2001年 - 1月原廠於美國底特律車展展示一輛名為「三菱ASX」的概念車，旋即在6月20日宣布在日本市場開賣三菱Airtrek。底盤平台與第六代Lancer共用，驅動方式為前置前驅及四輪驅動，動力心臟則有2.0L直列四缸SOHC ECI-MULTI 4G63型、2.4L直列四缸DOHC GDI 4G64型等二種引擎可供選擇，搭配四速INVECS-II型自動變速系統。排檔桿設置於中央儀表之下方，故第一列乘客可利用通道在車室內穿梭。由於車高控制在1,550mm以下，故可以停入機械式停車場。
2002年 - 6月10日日本市場追加「Turbo R」新車型，搭載與第七代三菱Lancer Evolution相同的2.0L直列四缸DOHC 4G63型渦輪增壓引擎（但是和GT-A車型一樣調校成重視中低速域的扭力）與五速INVECS-II型自排變速箱，驅動方式為採用黏性耦合中央限滑差速器之全時四輪驅動，前保桿為專用設計，懸吊系統亦重新調校。10月31日實行小改款，變更空力套件的外型設計、前格柵及大燈周圍的顏色，新增黑色系內裝。
2003年 - 1月17日開始發售「Sports Gear」車型，車高增加55mm，換裝大型前後保桿及車頂行李架後車長延長140mm，動力來源為2.4L直列四缸DOHC ECI-MULTI 4G64型引擎，車身下半部防刮塑料部件改為灰色塗裝。另外腳踏墊具有撥水功能，弄髒時擦拭一下便可清除。外銷版Outlander自本年度起進口至北美洲市場，修正過的水箱罩與頭燈使得車長延伸130mm。起初為2.4L直列四缸DOHC ECI-MULTI 4G64型引擎，後來替換成2.4L直列四缸SOHC MIVEC 4G69型引擎。在部分南美洲國家，這款車稱作「三菱Montero Outlander」。
2004年 - 北美洲市場的Outlander新增2.0L直列四缸DOHC 4G63型渦輪增壓引擎之選項。同年1月10日北京吉普汽車宣布國產化的「三菱歐藍德」正式發售，以2.4L直列四缸DOHC ECI-MULTI 4G64型引擎搭配四速INVECS-II自動變速箱或者五速手動變速箱。一開始只有4WD的驅動方式，後來增加前置前驅車型。
2005年 - 1月中華汽車正式引進日製美規Outlander進入臺灣市場，動力心臟為2.4L直列四缸SOHC MIVEC 4G69型引擎，搭配四速INVECS-II自動變速箱，可榨出163hp / 5,750rpm的最大馬力、22.4kg·m / 4,000rpm的扭力峰值，驅動方式為全時4WD。同年12月北京吉普將歐藍德的動力系統更換成2.4L直列四缸SOHC MIVEC 4G69型引擎，最大馬力為160hp / 5,750rpm，峰值扭力也有23.9kg·m / 3,800rpm的水準。
2008年 - 由於北京吉普汽車與三菱簽訂的技術轉讓協議到期，第一代歐藍德就此在中國市場停產。

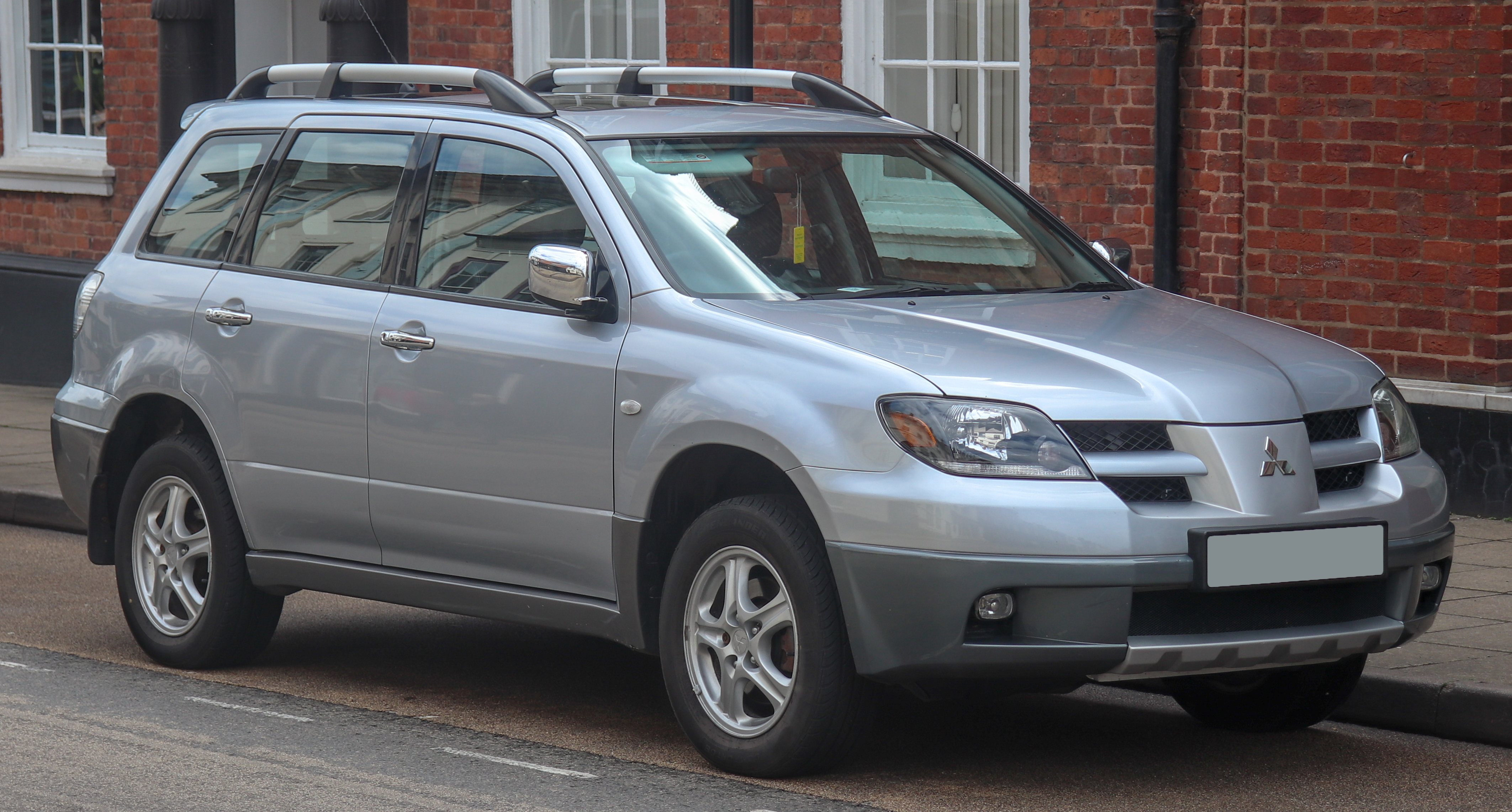
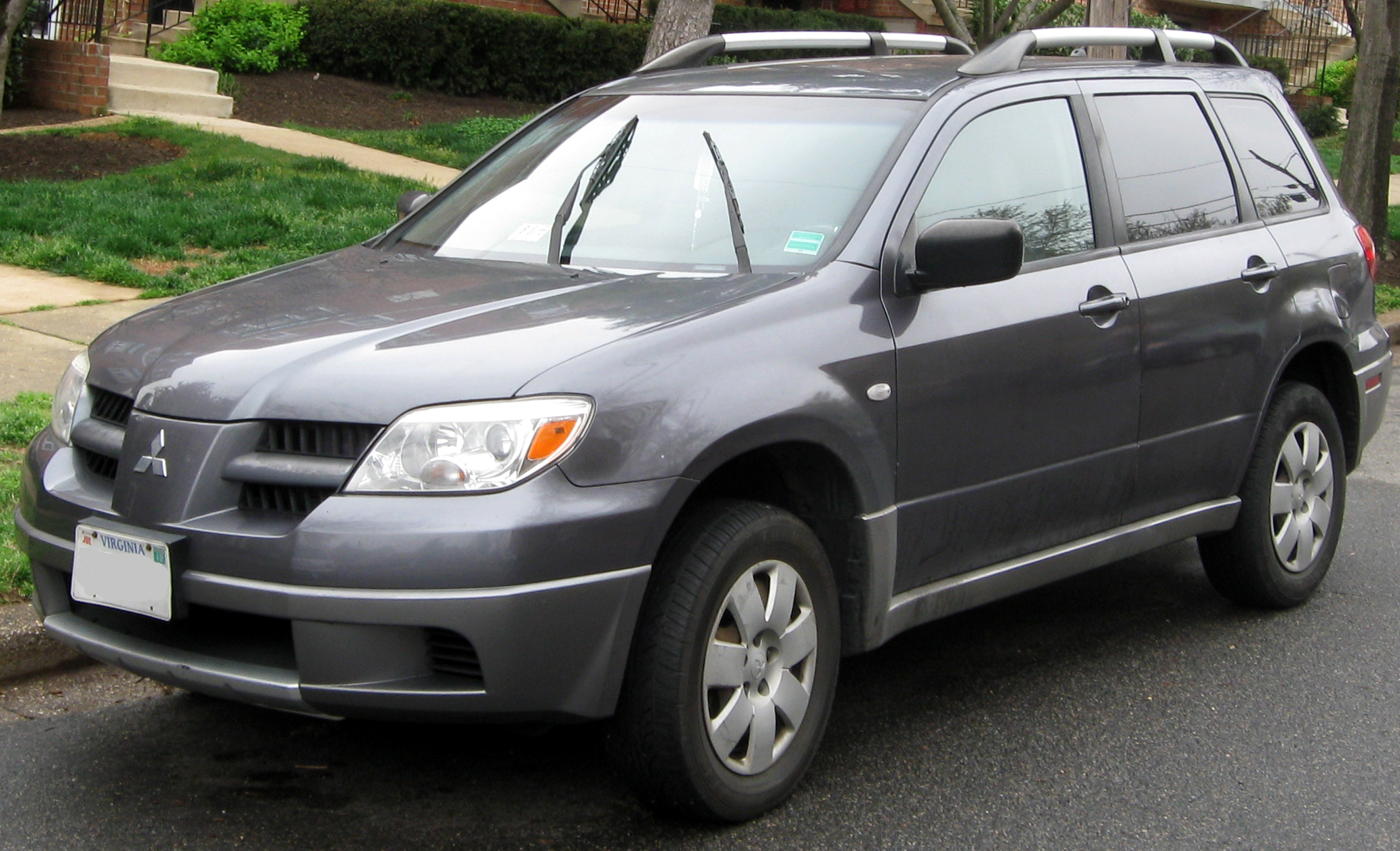
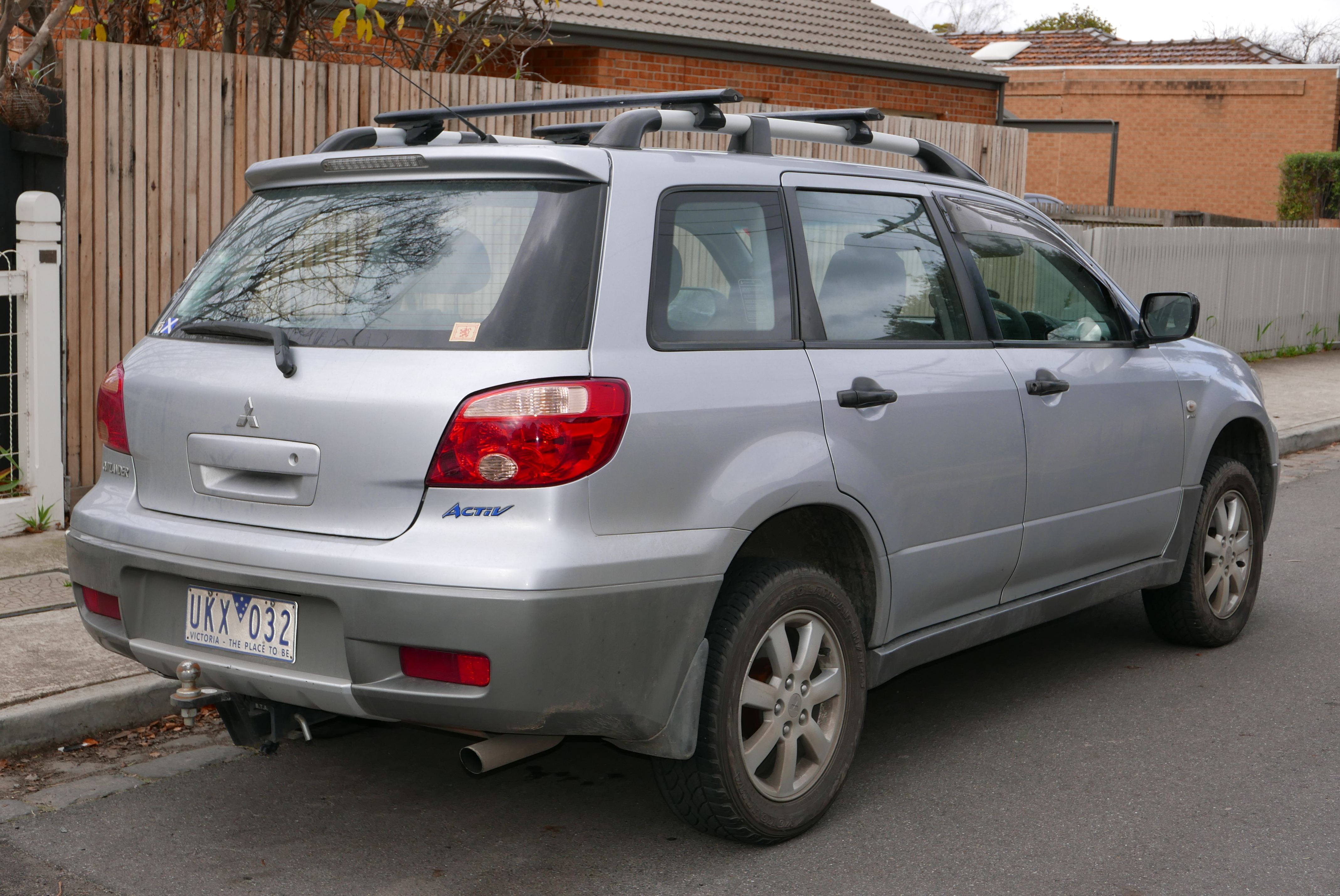
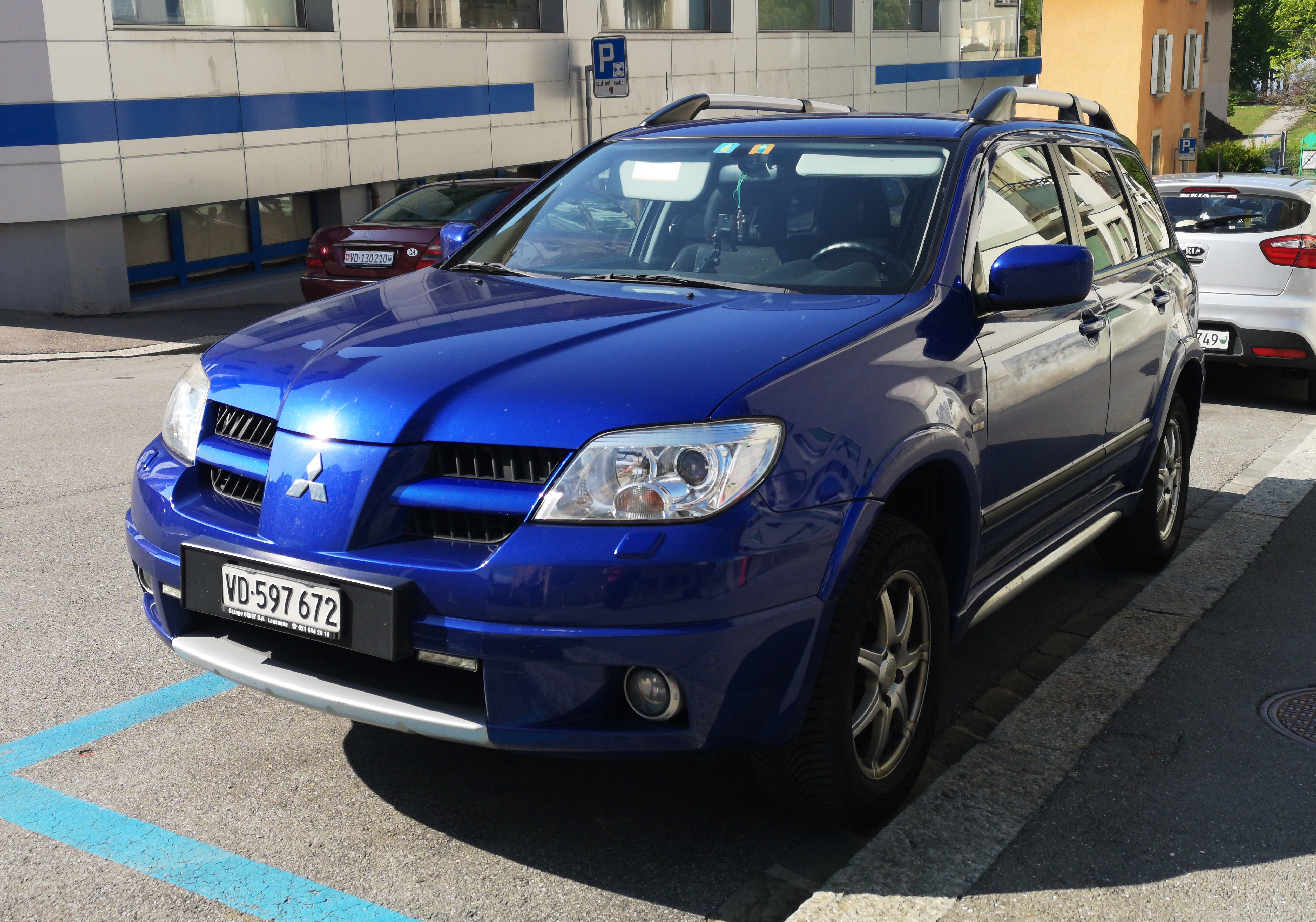
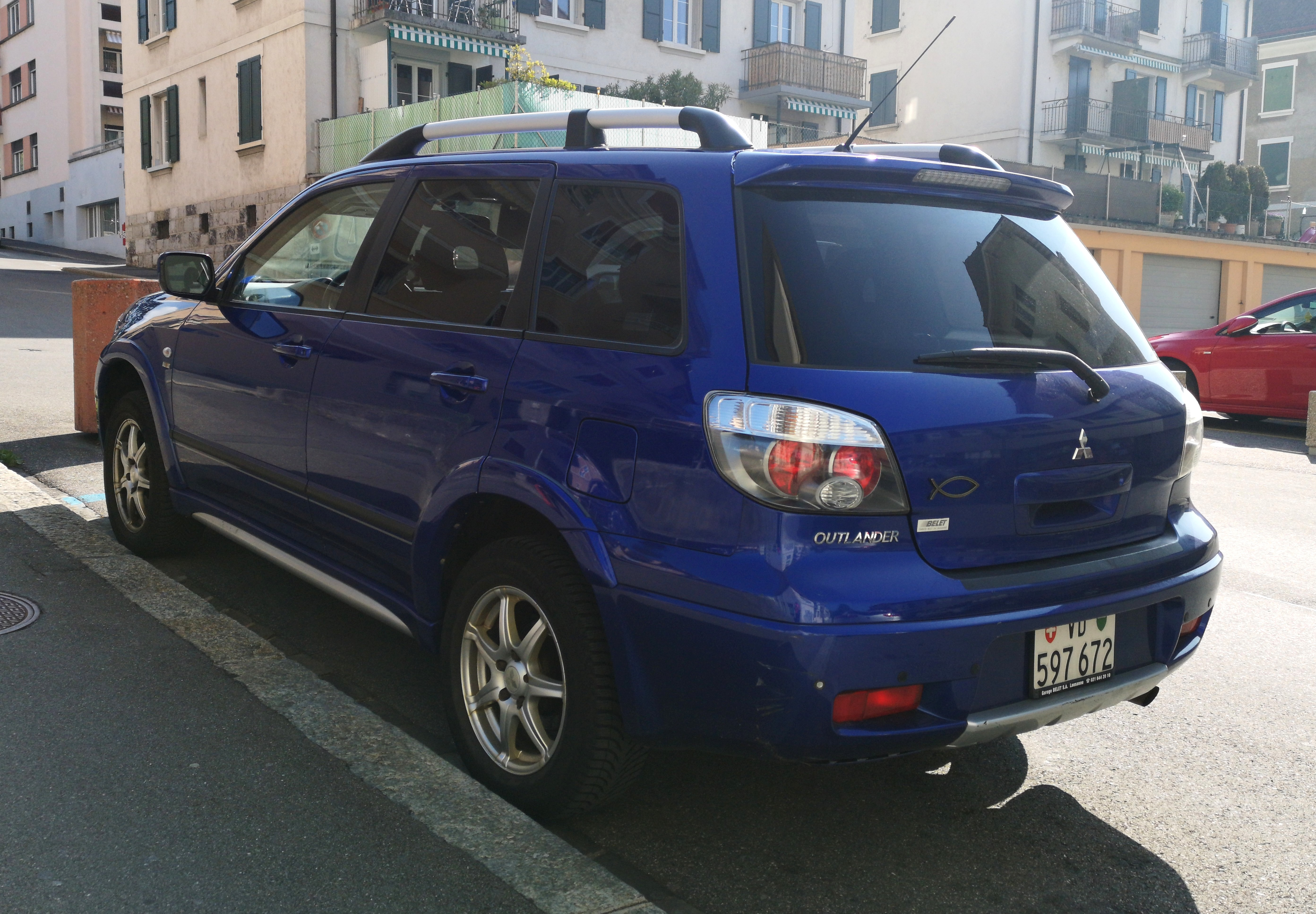
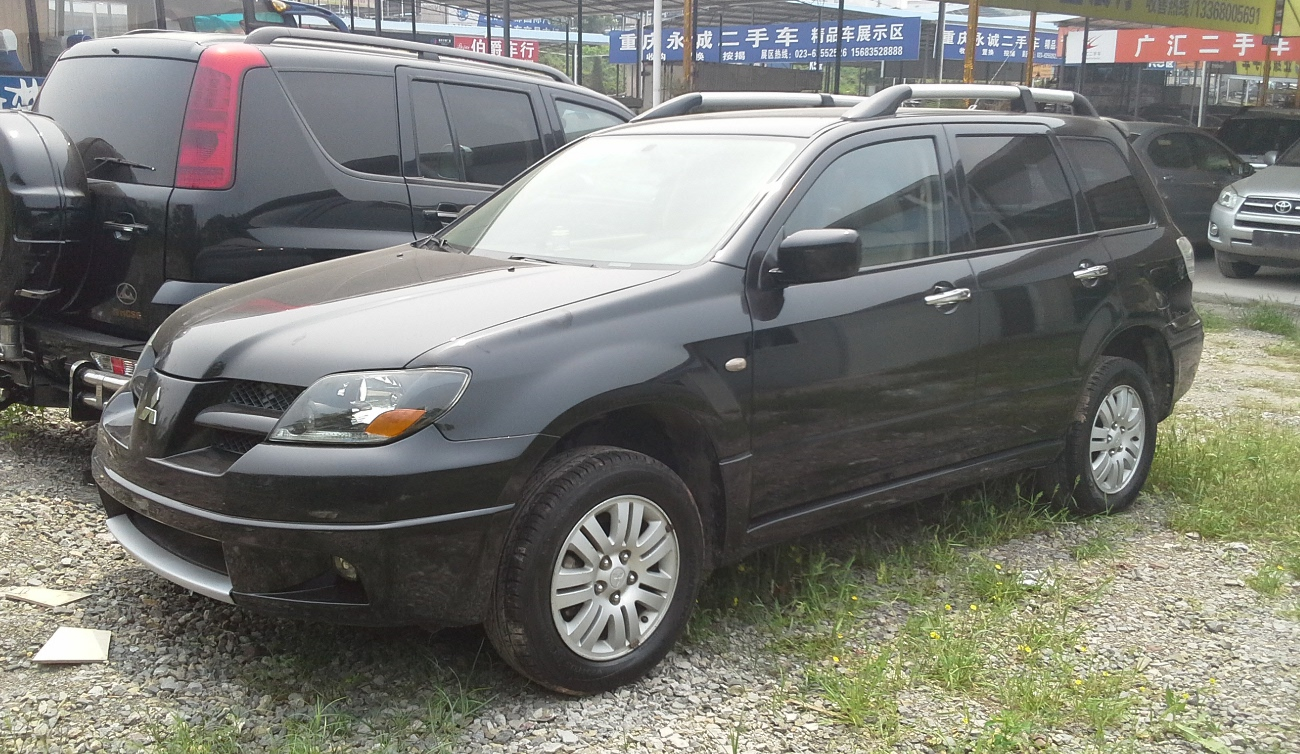
攝於重慶
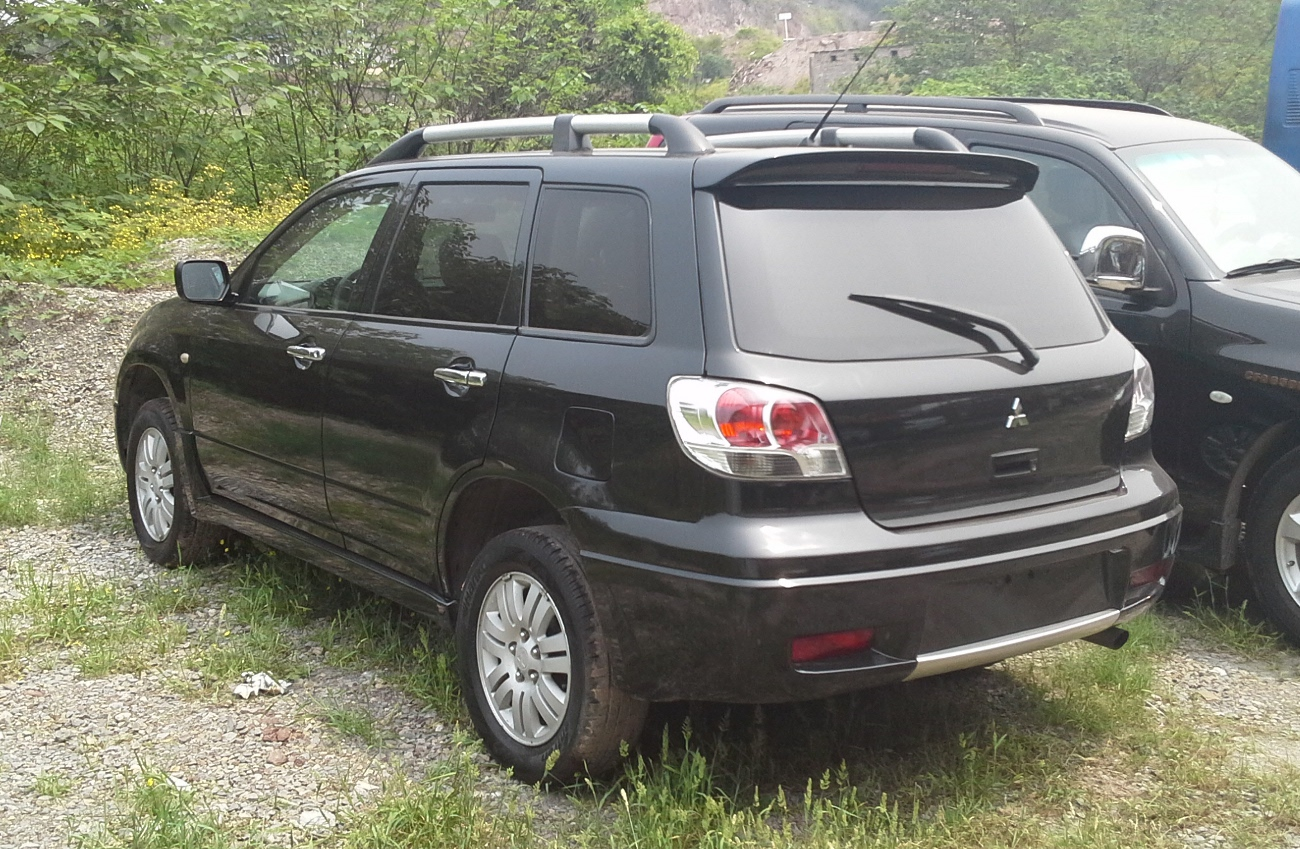
攝於重慶

### 第二代CW5W/6W系（2005年 - 2012年）
2005年 - 10月17日日本市場正式推出Outlander，2.4L直列四缸DOHC 4B12型引擎搭配六速INVECS-III型CVT變速箱，分成5人座或同級競品中少見的7人座。與採用黏性耦合中央限滑差速器之全時4WD系統的Airtrek相比，Outlander採用可選擇2WD（前輪驅動） / 4WD AUTO（自動依據路況調整前後輪驅動力分配比例） / 4WD LOCK（鎖定四驅以便克服惡劣路況、越野地形或脫困）等三種模式的電子控制四輪傳動系統。所採用的三菱GS平台是由三菱汽車與戴姆勒-克萊斯勒共同開發，後來換牌的標緻4007、雪鐵龍C-Crosser亦使用同一個汽車平台。前輪為麥花臣柱式懸吊，拖曳臂式多連桿後輪懸吊系統使用跑車或高級車種常用的單筒式減震筒，比複筒式避震器獲得更快的的阻尼增壓和回饋反應。
2006年 - 4月14日原廠在紐約國際車展上展示專為北美市場量身打造的Outlander，隨後於同年10月上市發布。美規Outlander搭載全新的3.0L V型六缸SOHC 6B31型引擎，並搭配六速自排變速箱，驅動方式則可選擇FF或4WD。後車廂有兩段式開啟的尾門，第三排座椅可以收納，另外還有藍牙通訊、FAST-Key免鑰匙感應門鎖。高階車型配有換檔撥片，並可加價選購的Rockford Fosgate音響與DVD娛樂系統。
同年年底第二代Outlander在中國北京國際汽車展覽會登場，以進口車的身份正式進入該市場。由於北京吉普生產的第一代三菱歐藍德仍繼續銷售，此代車款改以「三菱Outlander」之名。動力心臟為3.0L V型六缸SOHC 6B31型引擎，搭配六速自排變速箱附換檔撥片。
2007年 - 原廠先是在前一年9月開幕的巴黎車展公開歐規版Outlander，2月正式在歐洲開賣。車頭委由法國籍設計總監奧利佛·寶雷操刀，被車迷戲稱成「寶雷臉」。動力心臟購自福斯汽車的2.0L直列四缸TDI柴油引擎，直到11月高階車型換裝成標緻雪鐵龍集團供應的2.2L直列四缸DOHC DW12型渦輪增壓柴油引擎；原廠將這兩種柴油引擎都標記成「Di-D」。
而中華汽車在2007年5月19日以進口方式引進第二代Outlander，有趣的是動力方面雖然搭載美規版的3.0L V型六缸SOHC 6B31型引擎、六速手自排變速箱及MIVEC可變氣門機構控制系統，車頭水箱罩卻是歐規版的「寶雷臉」，且僅有5人座的設定。「寶雷臉」車頭新造型的小改款被引進智利發售之後，車名稱作「三菱Outlander K2」，而且第一代Outlander仍同時在該地市場販售。
同年7月由三菱水島製作所製造組裝的標緻4007、雪鐵龍C-Crosser開始向歐洲市場輸出，動力心臟有2.4L直列四缸DOHC 4B12型及2.2L直列四缸DOHC DW12型渦輪增壓柴油引擎等二種選擇。同年10月日本市場實施小改款，追加3.0L V型六缸SOHC 6B31型引擎，配合INVECS-III型CVT無段變速系統和可對應六速檔位模式與手自排換檔功能的「Sport Mode」。
2007年三菱汽車在拉斯維加斯汽車零配件展上展示一輛名為「三菱Evolander」（現在稱作「三菱Outlander Ralliart」）的概念車，在機械增壓器的加持之下，3.0L V型六缸SOHC 6B31型引擎可榨出330ps的最大馬力。
2008年 - 臺灣中華汽車工業終於在3月26日推出國產化Outlander，以2.4L直列四缸DOHC 4B12型引擎搭配模擬六速的INVECS-III無段變速手自排變速箱。5月28日日本市場推出「ROADEST」特仕車，裝設全車空力套件，且僅限7人座車型。
2009年 - 4月在紐約車展公開「Outlander GT Prototype」原型車，採用與第十代三菱Lancer Evolution、三菱Galant Fortis相同的「Jet Fighter」車頭新造型。翌年北美洲市場正式改款成這種進氣壩設計，其餘市場陸續跟進。伴隨著2010年式車型的重大改觀，高階車型Outlander XLS（美國為GT）引進全新的彩色多功能顯示螢幕和S-AWC超能全時四輪控制系統；同時內飾也進行了小幅度修改，在儀表盤飾板和車門上加入了皮革材料。
同年6月6日臺灣中華汽車以原裝進口方式導入第二代Outlander 3.0L版，以3.0L V型六缸SOHC 6B31型引擎搭配六速INVECS-III型CVT變速系統，可輸出最大馬力223hp / 6,250rpm、峰值扭力28.1kg·m / 4,000rpm，方向盤並附有換檔撥片。
2010年 - 9月歐規版改採三菱自家製造的2.3L直列四缸DOHC 4N14型渦輪增壓柴油引擎，福斯的引擎停止供應，至於PSA的2.2L渦輪增壓柴油引擎仍在部分國家繼續使用。同年9月17日三菱汽車與法國標緻雪鐵龍集團在俄羅斯卡盧加州合資成立的PCMA Rus公司開始生產第二代三菱Outlander、標緻4007、雪鐵龍C-Crosser，並於該地市場銷售。
同年10月5日臺灣市場實行小改款，車系編成調整成2WD精緻型、2WD豪華型、4WD尊貴型和4WD旗艦型等四種，外觀更動全新設計的水箱護罩與保險桿，尾門中央新增不鏽鋼飾條。內裝上改採高反差樣式的儀表板，以及包括油量錶、水溫錶以及行車資訊等的全彩資訊顯示幕，安全配備上新增HSA陡坡起步輔助系統及ESS智慧型緊急煞車警示系統。
2011年 - 9月14日臺灣市場新設「Outlander iO」車型，包含全車空力套件、雙材質內裝、BSW車側盲點警示系統等配備。
2012年 - 9月日本市場正式停產第二代Outlander。11月2日臺灣中華汽車推出「安全視界版」特仕車，以2WD車型加裝多功能智慧型車內後視鏡、胎壓及車速抬頭顯示器等配備。

#### 獲獎記錄
第二代三菱Outlander曾經獲得2005年度日本優良設計獎。

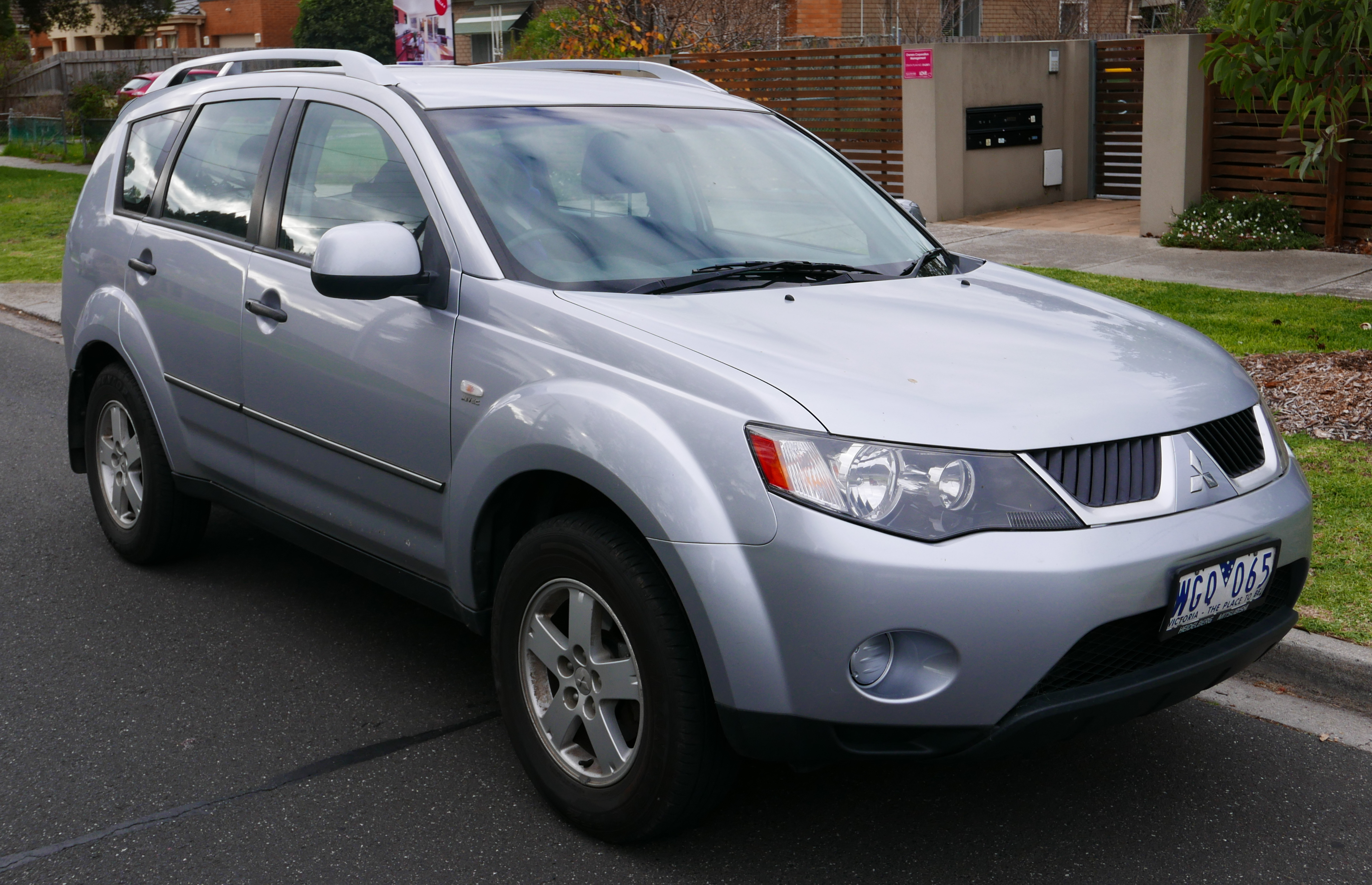
第一次小改款車頭
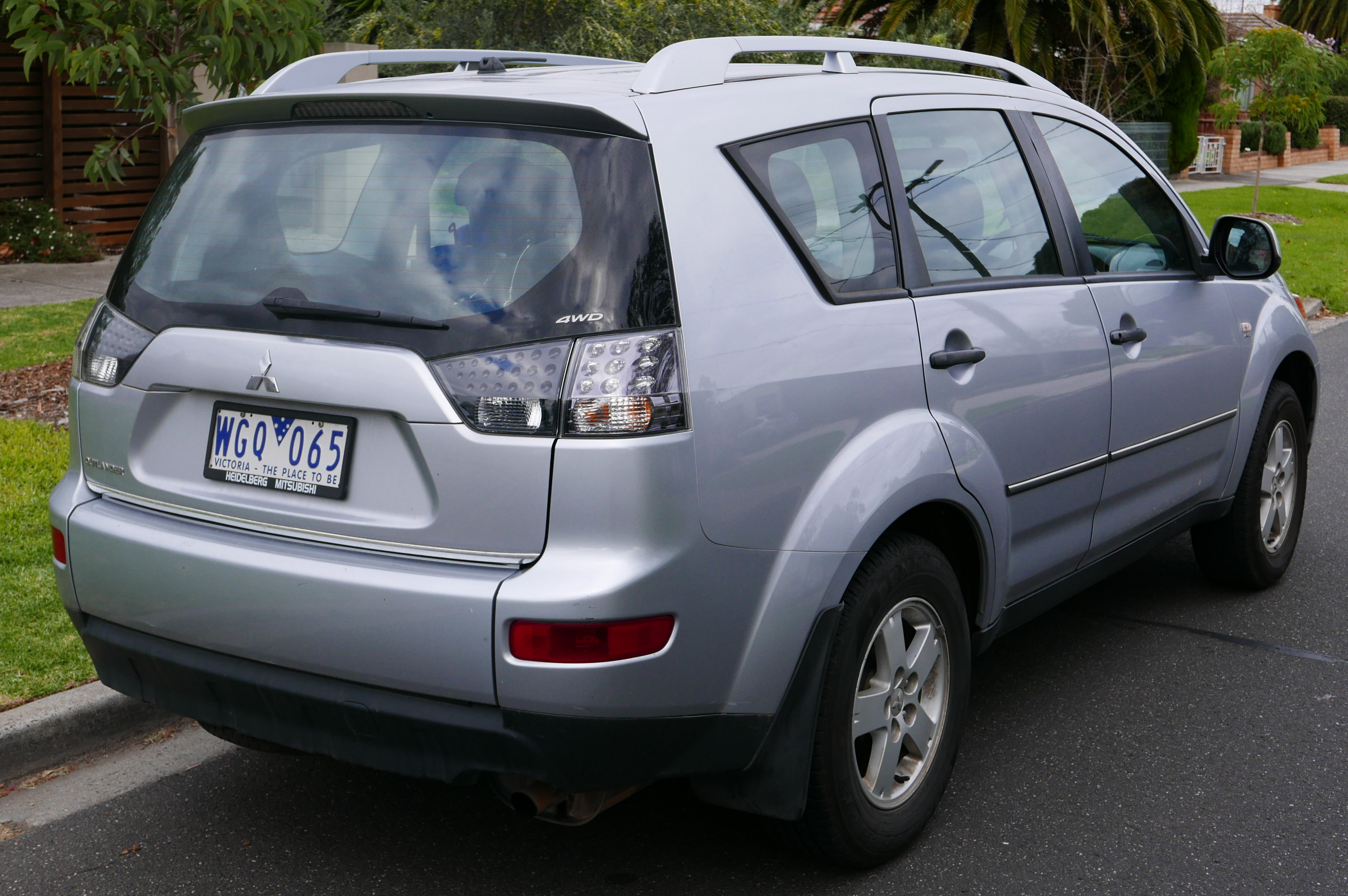
第一次小改款車尾
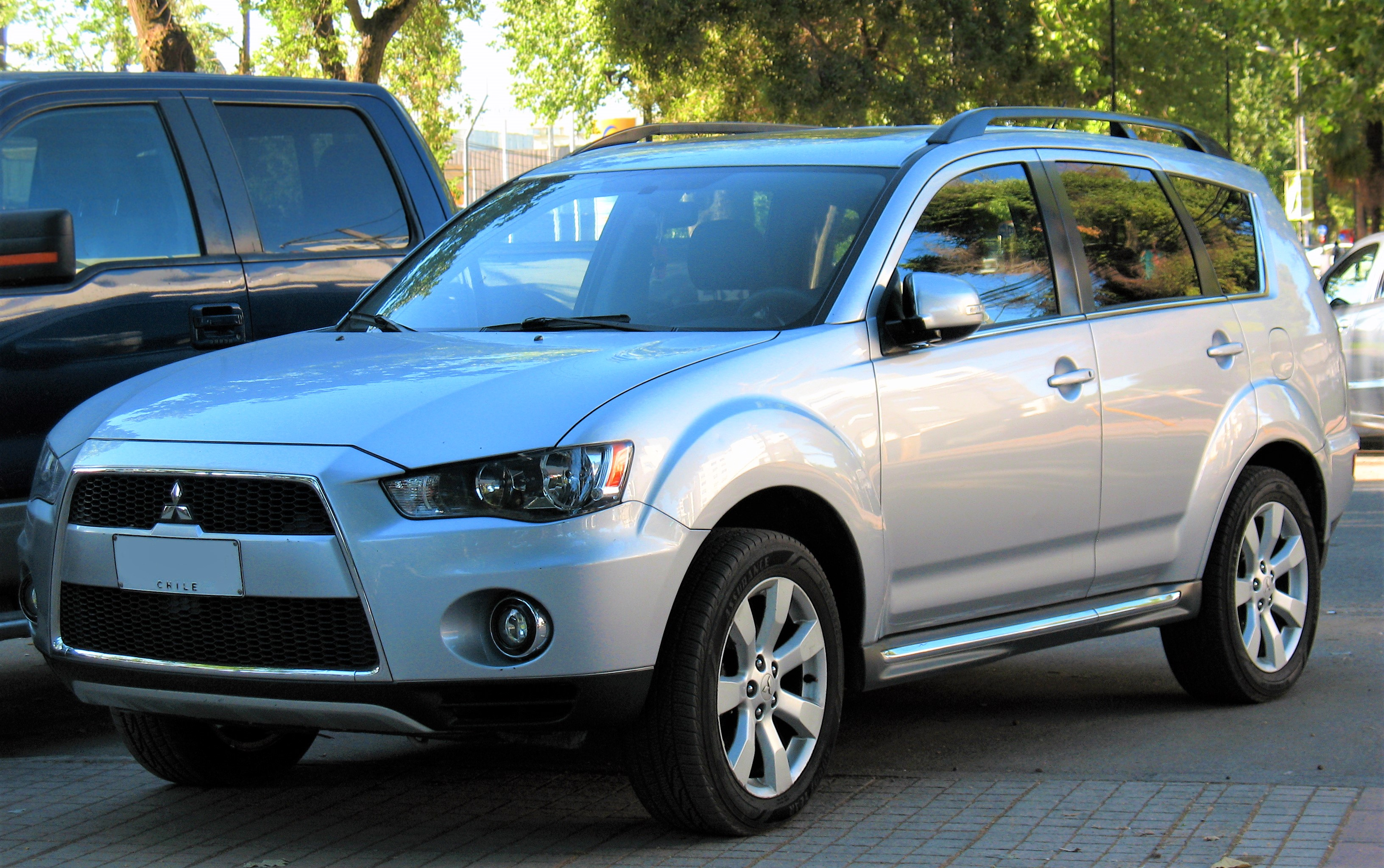
第二次小改款車頭
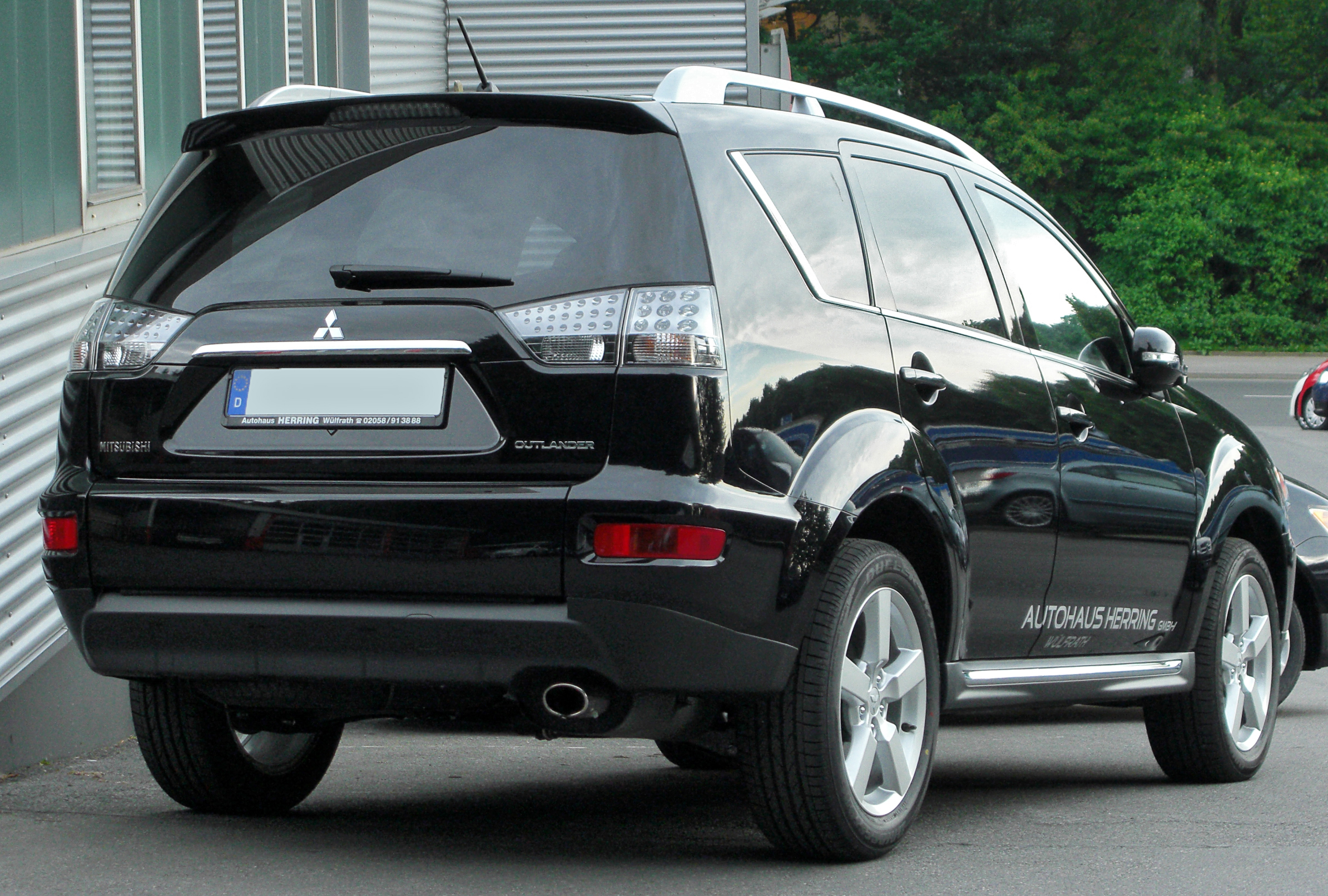
第二次小改款車尾
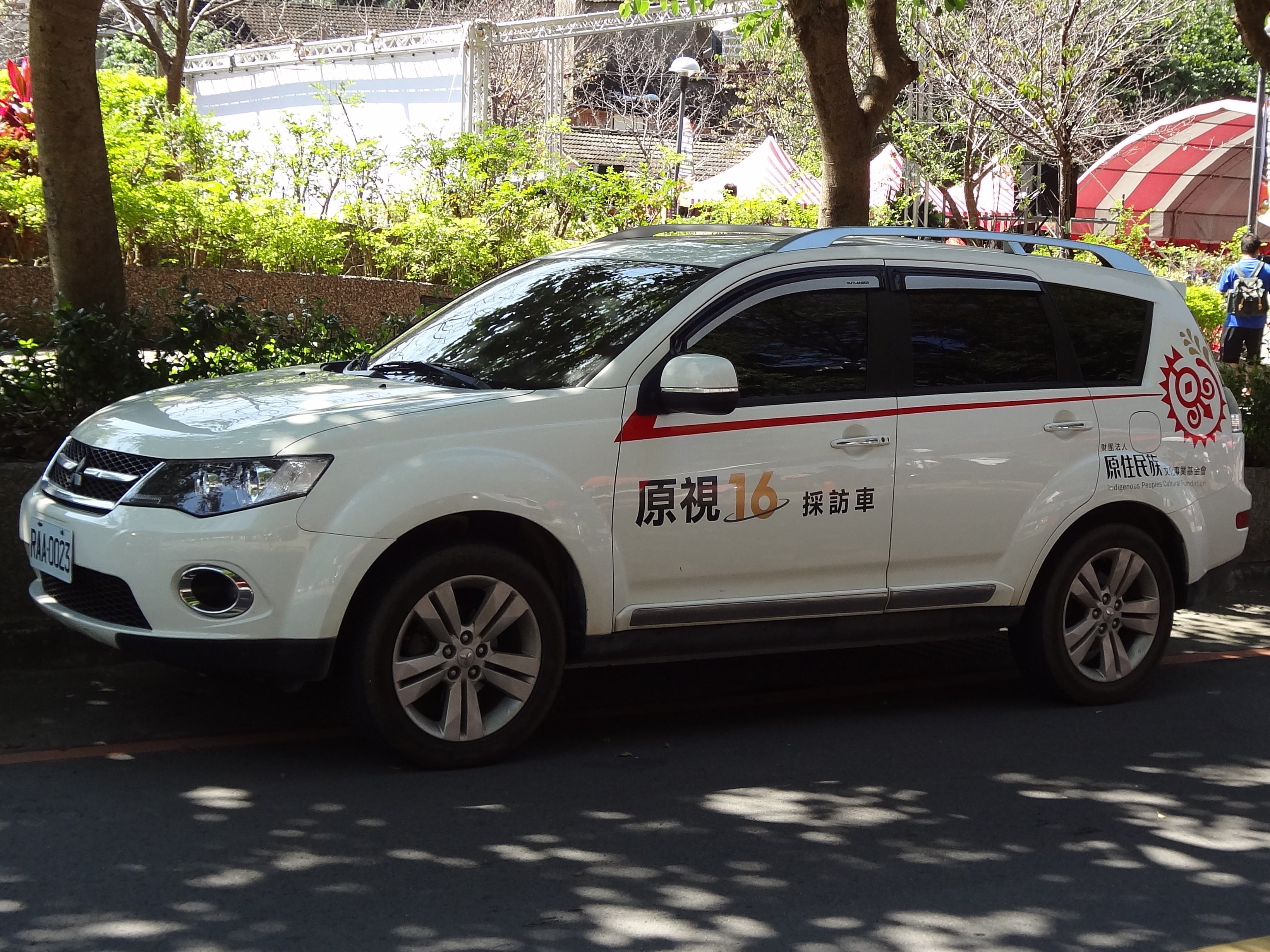
臺灣版第二次小改款車頭
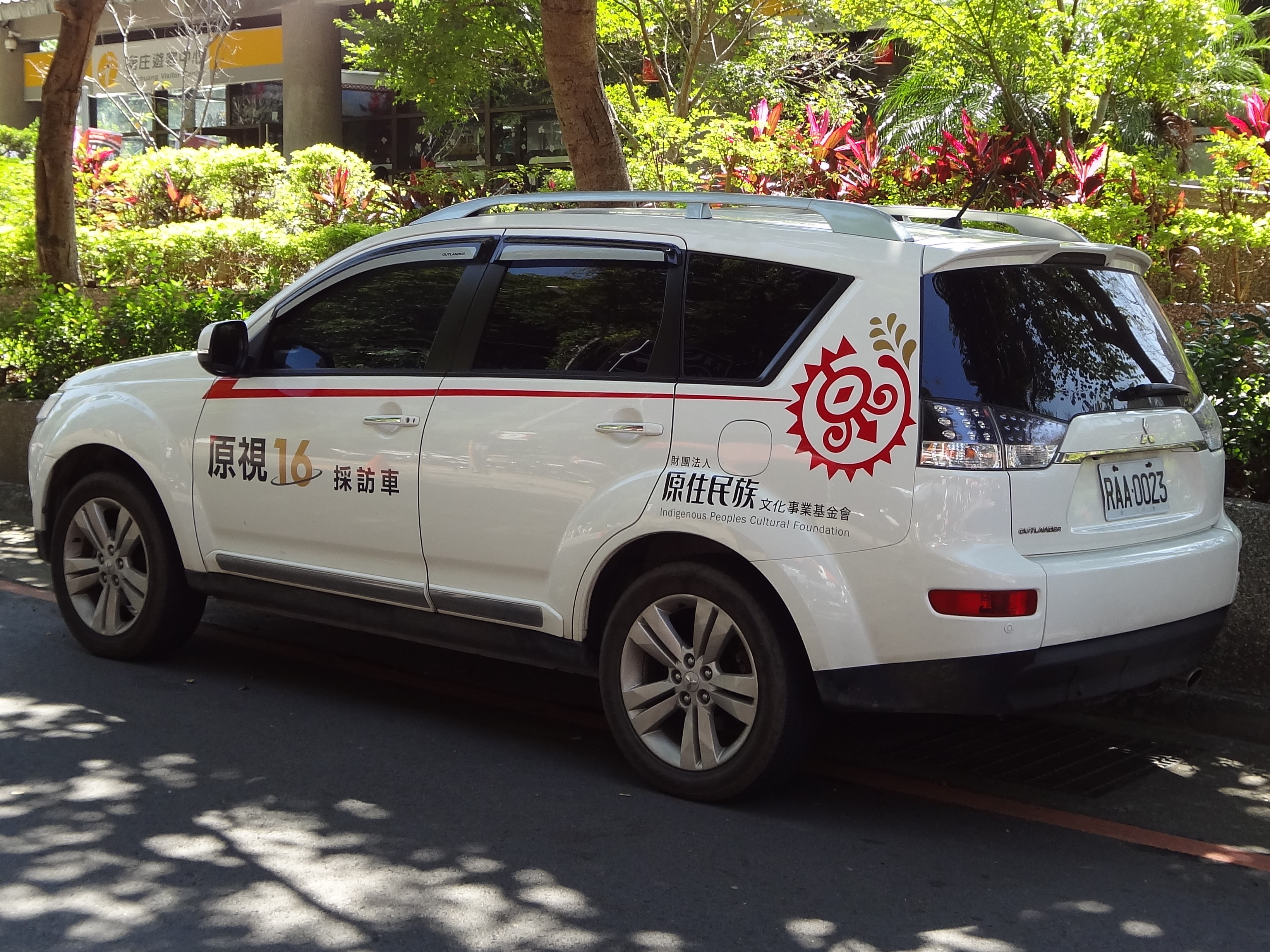
臺灣版第二次小改款車尾
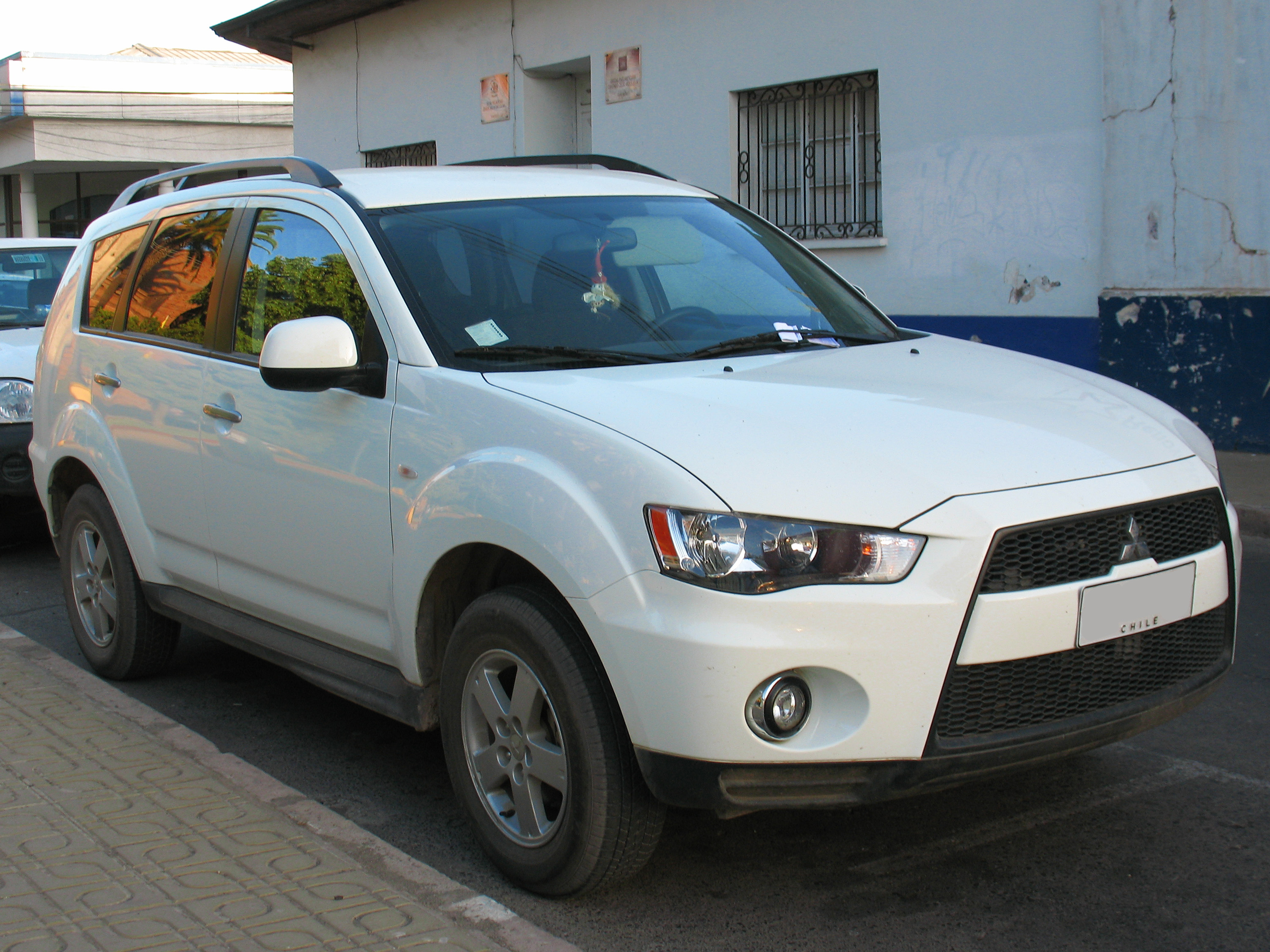
Outlander K2，攝於智利
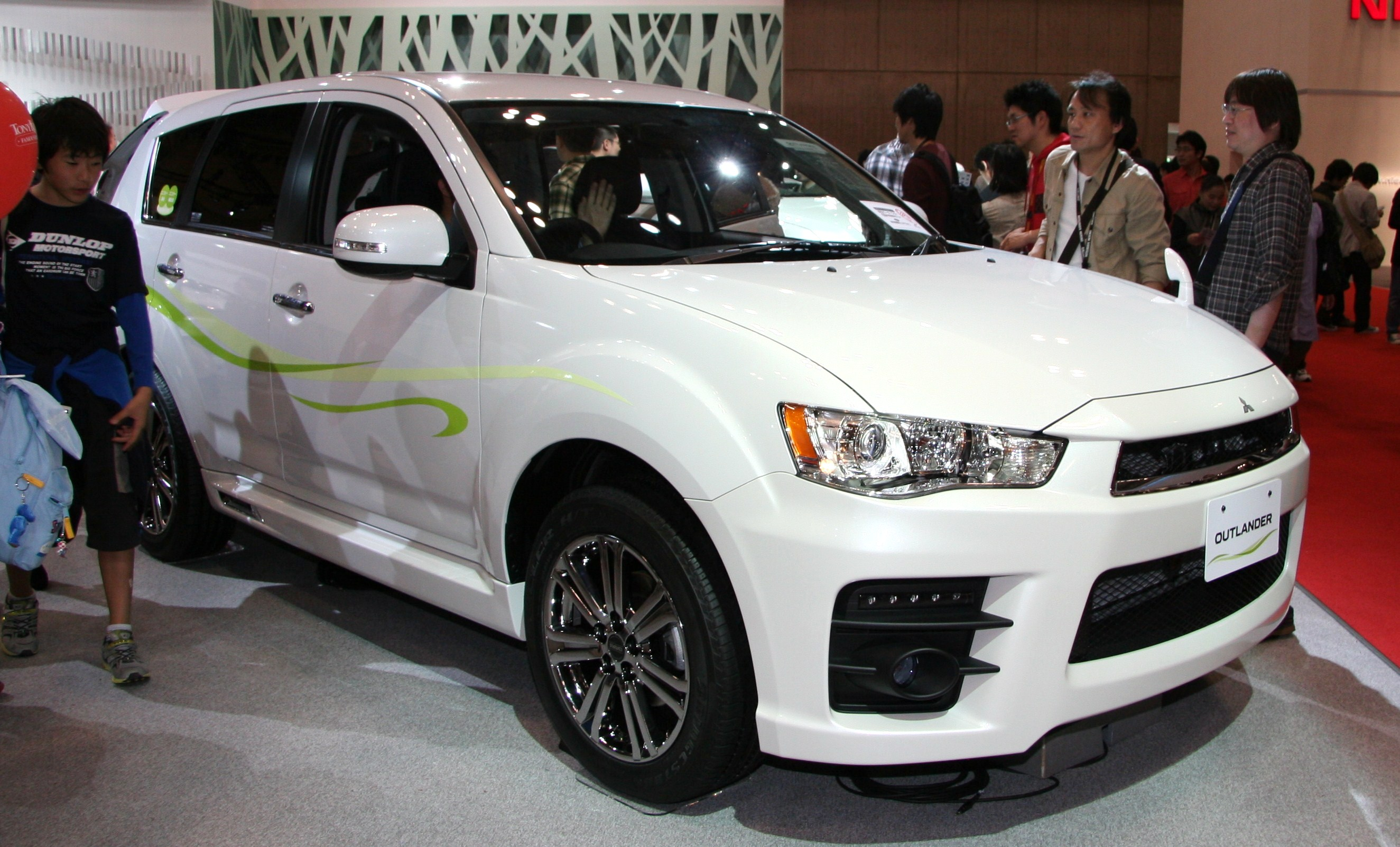
Roadest車頭

### 第三代GF7W/8W系（2012年 - 2021年）
2012年 - 原廠於3月6日開幕的第82屆日內瓦汽車展公開大改款的第三代Outlander，同年7月在俄羅斯、9月引進歐洲、10月25日於日本正式上市。動力來源為2.0L直列四缸SOHC MIVEC 4J11型（最大馬力150ps / 6,000rpm、最大扭力19.4kg・m / 4,200rpm）、2.4L直列四缸SOHC MIVEC 4J12型（最大馬力169ps / 6,000rpm、最大扭力22.4kg・m / 4,200rpm）等二種引擎，搭配六速INVECS-III型CVT變速系統，加上AS&G怠速熄火系統與Eco Mode節能駕駛模式的加持，油耗表現為15.2km/L（日本JC08模式）。駕駛安全輔助系統則有e-Assist智能安全技術，由無線電波雷達和攝影鏡頭單元組成，整合ACC主動車距控制巡航定速系統、FCM主動式智慧煞車輔助系統和LDW車道偏離警告系統等。懸吊系統和上一代相同，前輪使用麥花臣柱式，後輪則是拖曳臂式多連桿後輪懸吊系統（單筒式減震筒）。此外，S-AWC超能全時四輪控制系統可以加價選購。同年12月3日起，前述之俄羅斯PCMA Rus公司開始生產發售第三代三菱Outlander。
2012年9月巴黎車展發表插電式混合動力休旅車Outlander PHEV，並於翌年1月24日接連在日本、歐洲等地開始發售。Outlander PHEV的動力系統採用2.0L直列四缸DOHC 4B11型引擎，最大馬力可達118匹、扭力19.8公斤米，以及三菱MiEV的電力系統，搭配兩組功率為60瓦的電動馬達及12千瓦的鋰電池組。在鋰電池組與電動馬達協助下，純電行駛模式達時速125公里才會切換至燃油模式且純電模式最遠行駛距離可達49公里。
2013年 - 3月27日PHEV車型的電池出現充電過熱導致溶損的狀況，於是原廠向車主警告已出售的四千餘輛暫時不要充電，並暫時停止該車型之製造及銷售；稍後6月4日公開表示由日本鋰能供貨的鋰離子電池，由於作業員進行為了查證是否內部是否有異物的篩選檢查時，不慎掉落的動作使得電池組出現金屬碎屑或內部組件部分變形，因而引起充電過熱時溶損。原廠針對所有PHEV車實施召回，由名古屋製作所負責修復。
2014年 - 因銷售量積弱不振，日本當地大改款未滿一年旋即進行小改款。變更重點擺在外觀方面，將評價不佳的進氣壩改成二條電鍍橫柵、前後鍍鉻下護板、輪拱鍍鉻飾條等，尾燈改成透明燈罩式LED燈，亦可加價購買車頂行李架軌道。車身和底盤新增吸音棉與減震材料，前後懸吊系統採用內置回彈彈簧的減震筒。
臺灣中華汽車將第三代Outlander國產化，並於同年12月8日正式發表。搭載2.4L直列四缸SOHC MIVEC 4J12型引擎使得動力可達168ps / 6,000rpm的最大馬力與22.4kg·m / 4,200rpm的峰值扭力，並搭配INVECS III智慧型無段變速系統，空間部分更保有和日規相同的七人座車型，驅動方式則分成前輪傳動(2WD)及四輪傳動(4WD)。第三代Outlander與前兩代最大的差異在於安全部分的提升：被動安全的部分包含了雙前座SRS氣囊、駕駛座膝部SRS氣囊、雙前座側邊SRS氣囊、雙車側簾幕式SRS氣囊等七具安全氣囊，主動安全的部分除了前代已擁有的ASC車身動態穩定控制系統及TCL循跡防滑控制系統，更包括ACC主動車距控制巡航系統及FCM主動式智慧煞車輔助系統，並獲得2013年歐洲Euro NCAP安全創新科技獎。第三代Outlander的安全表現通過歐盟新車安全評鑑協會五顆星認證，以及美國公路安全保險協會撞擊測試最佳成績Top Safety Pick+。在油耗部分，國產2WD入門車款平均油耗高達每公升16.8公里，頂級四輪傳動七人座車型也有每公升15公里的表現，第三代Outlander比起舊款在平均油耗表現上有明顯的提升。
2015年 - 4月3日開幕的紐約國際車展上，原廠展出第二度小改款車型。同年6月2日在北美洲市場公開發售，日本則是6月18日上市。車頭造型導入最新「Dynamic Shield」設計語彙，以兩道X形鍍鉻飾條從頭燈延伸至進氣壩，並更換成樹枝狀鋁合金輪圈；車尾外型亦重新修改，並使用具有導光條的全新LED尾燈組。7月9日Outlander PHEV車型正式在日本發售，除了外觀上和前述內容相同之外，內裝上新增電動加熱方向盤、座椅調整鈕、鋼琴飾版與鋁合金飾版搭配的中控台、白色縫線處理的麂皮和真皮座椅、Rockford Forsgate音響系統 、Multi-around Monitor環景影像監視系統、附Homelink機制的自動防眩光調整後視鏡等配備。
2016年 - 5月11日三菱汽車坦承油耗測試數據造假，暫時停止製造及銷售該車款，直至同年8月30日向國土交通省申報修正後之油耗測試數據。臺灣中華汽車於10月12日發表最新「Dynamic Shield」車頭造型的小改款，編成依照配備多寡分成7種車型。
2017年 - 2月9日PHEV版在日本市場實施部分改良，包括追加最高階的「S Edition」車型（具有倍適登（Bilstein）前後輪避震器、雙色車身塗裝、黑色電鍍水箱罩、暗銀色鋁合金輪圈等配備）、強化操控性、提升行車主動安全配備等。另外為了加強節能與充電效率，原廠特別重新調整插電式油電動力系統並縮短充電時間，新增純電行駛優先模式（EV Priority Mode）。同年2月16日汽油版本亦實施部分改良，S-AWC超能全時四輪控制系統修訂「LOCK」模式，給後輪多出5%的動力以提高在濕滑路面的行駛性能，過彎時動力配置更為細膩，使其能夠更穩定地駕駛。此外，「e-Assist」系統新增可偵測行人的FCM主動式智慧煞車輔助系統，並以攝像頭搭配光學雷達感測器的組合取代毫米波雷達。另外，RCTA後方來車盲點偵測系統、前方車輛倒車警示系統、LDW車道偏離警示系統、AHB自動遠光燈系統等皆為新增配備。
2018年 - 1月23日三菱汽車越南公司位於平陽省的工廠開始投產第三代Outlander；8月23日汽油版實行部分改良，PHEV版則是小改款。PHEV版的車頭新增銀色飾條點綴，車尾下方的銀色防刮材質面積則增大。最重要的改變莫過於動力心臟，替換成阿特金森循環2.4L直列四缸DOHC 4B12型引擎，動力輸出從原先最大121匹馬力提升至135匹馬力。發電機電力輸出增加10%，後軸馬達動力輸出增至95匹馬力，鋰離子驅動電池容量由12kWh擴大至13.8kWh，輸出電力也同樣提升10%。在純電模式下，最遠可行駛65公里，以JC08規範測試為60.2至60.8公里。S-AWC新增兩種模式：「SNOW」模式用於在冰雪路面等濕滑路面上行駛，以提高穩定性和控制力；「SPORT」模式則用於提高在乾燥的鋪裝路面上的加速器反應和轉彎性能；「LOCK」模式修改成對凹凸不平路面提供更多控制。
2019年 - 9月12日日本市場實施部分改良，增添駕駛座之電動腰靠功能、510W輸出的Mitsubishi Power Sound System音響系統、可連接Android Auto和CarPlay的8吋螢幕多媒體資訊系統等。此外，原本PHEV版才有的S-AWC超能全時四輪控制系統成為四輪驅動汽油車型的標準配備。除了「AWC ECO」、「NORMAL」、「SNOW」等駕駛模式之外，新設的「GRAVEL」模式可用於惡劣天候或非鋪裝道路。
2020年 - 7月9日臺灣中華汽車宣布針對四輪驅動頂規車型換搭S-AWC超能全時四輪控制系統與AYC主動式舵角控制器，結合包含ACC主動巡航、FCM主動式智慧煞車輔助含行人偵測、LDW車道偏移警示等功能的e-Assist主動安全科技，並加強NVH車體隔音工程以提升靜肅性，部分車型更升級成 10.25吋數位儀表。此外，日本市場於同年11月30日停產第三代Outlander。
2021年 - 臺灣中華汽車於4月15日引進PHEV車型，新車價格新台幣149.6萬，另有新車價119.6萬，電池月租3199元、租期8年的「車電分離專案」。
2023年 - 臺灣中華汽車改良部分配備，搭載含有蘋果CarPlay和Android Auto功能的9吋Panasonic觸控多媒體主機，另可加價選配360度環景影像系統。

#### 獲獎紀錄
第三代Outlander PHEV車型曾經獲得第34屆日本年度風雲車年度創新獎。

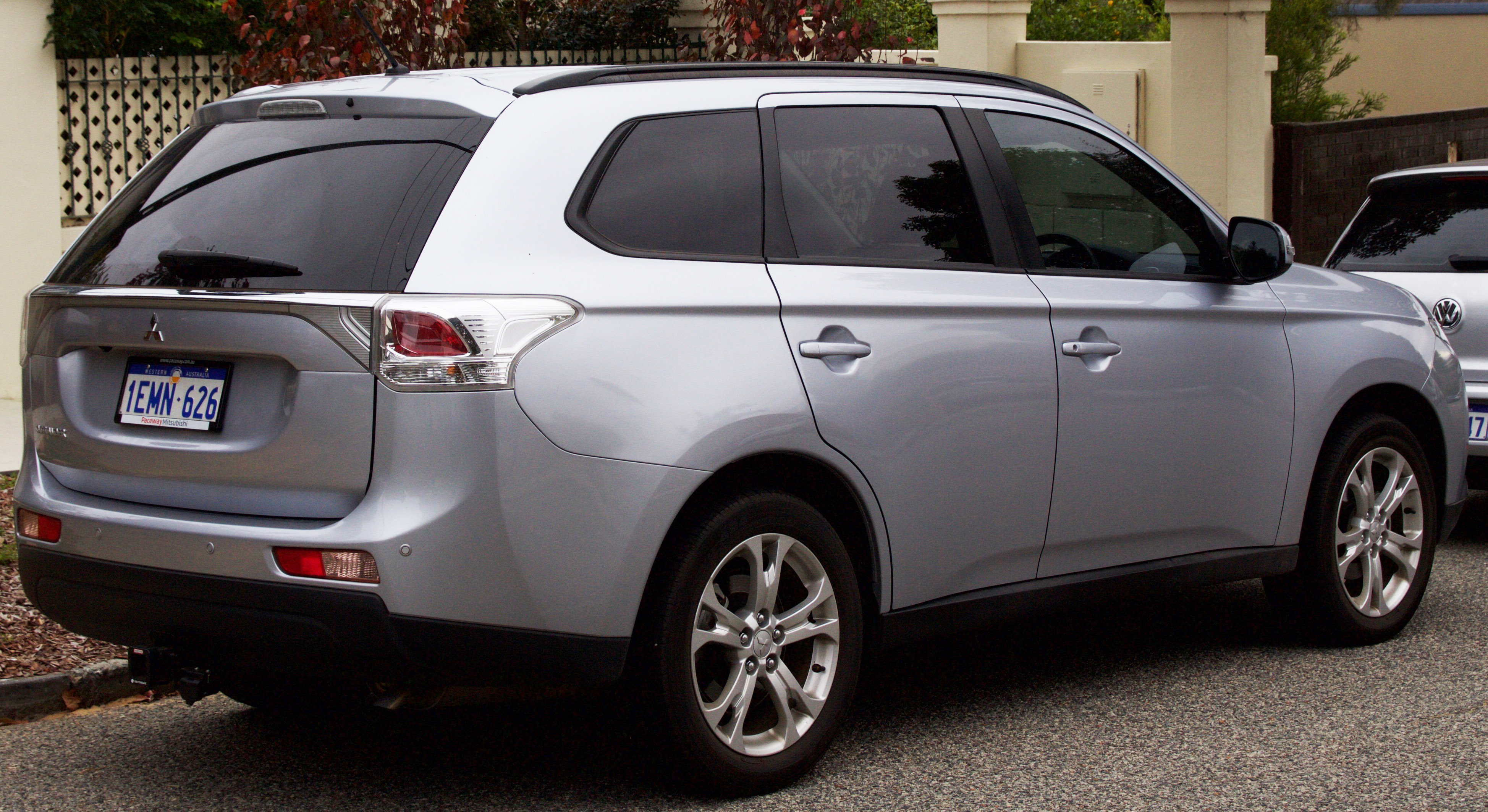
前期型車尾
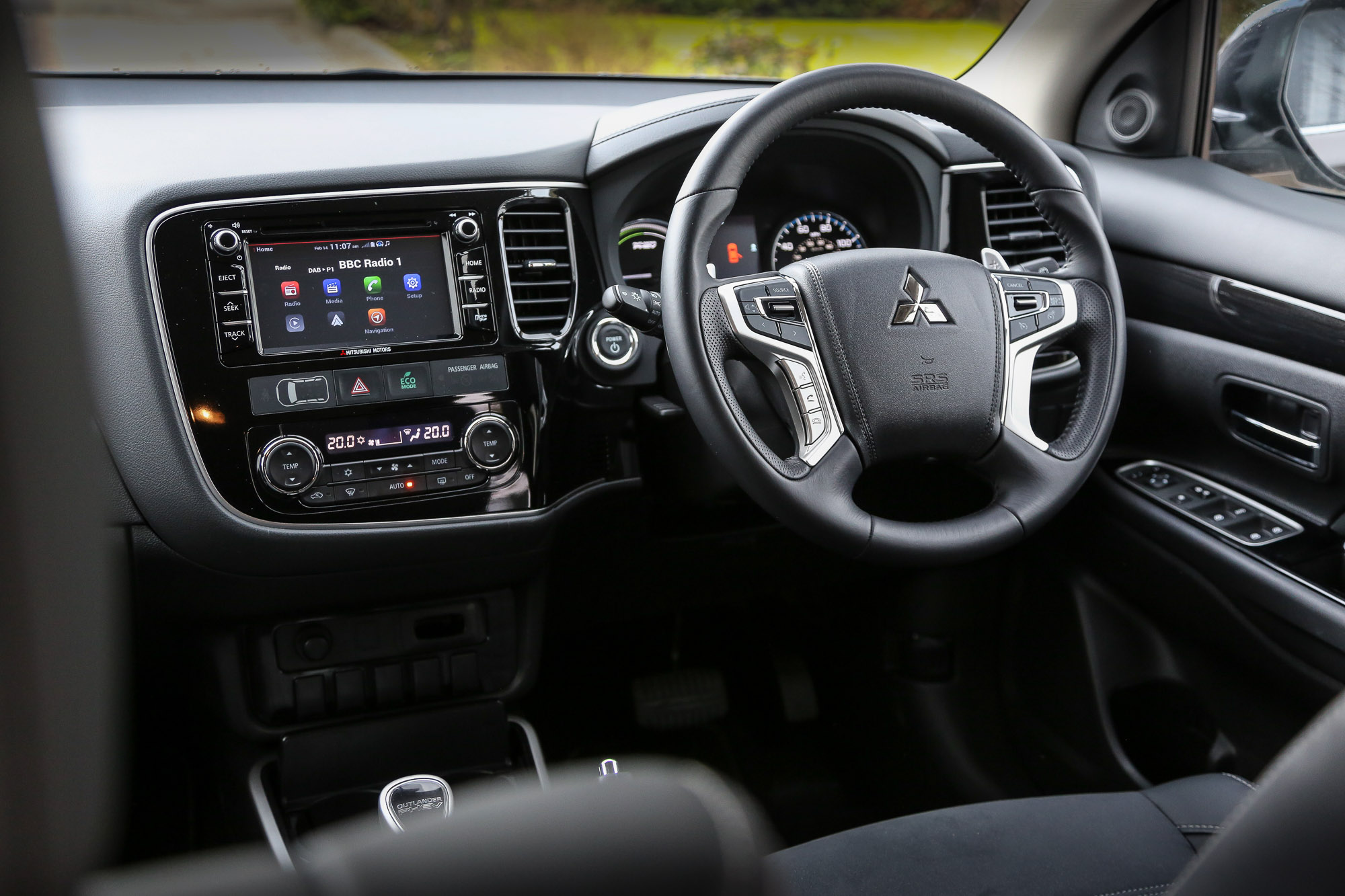
前期型儀錶板與中控台
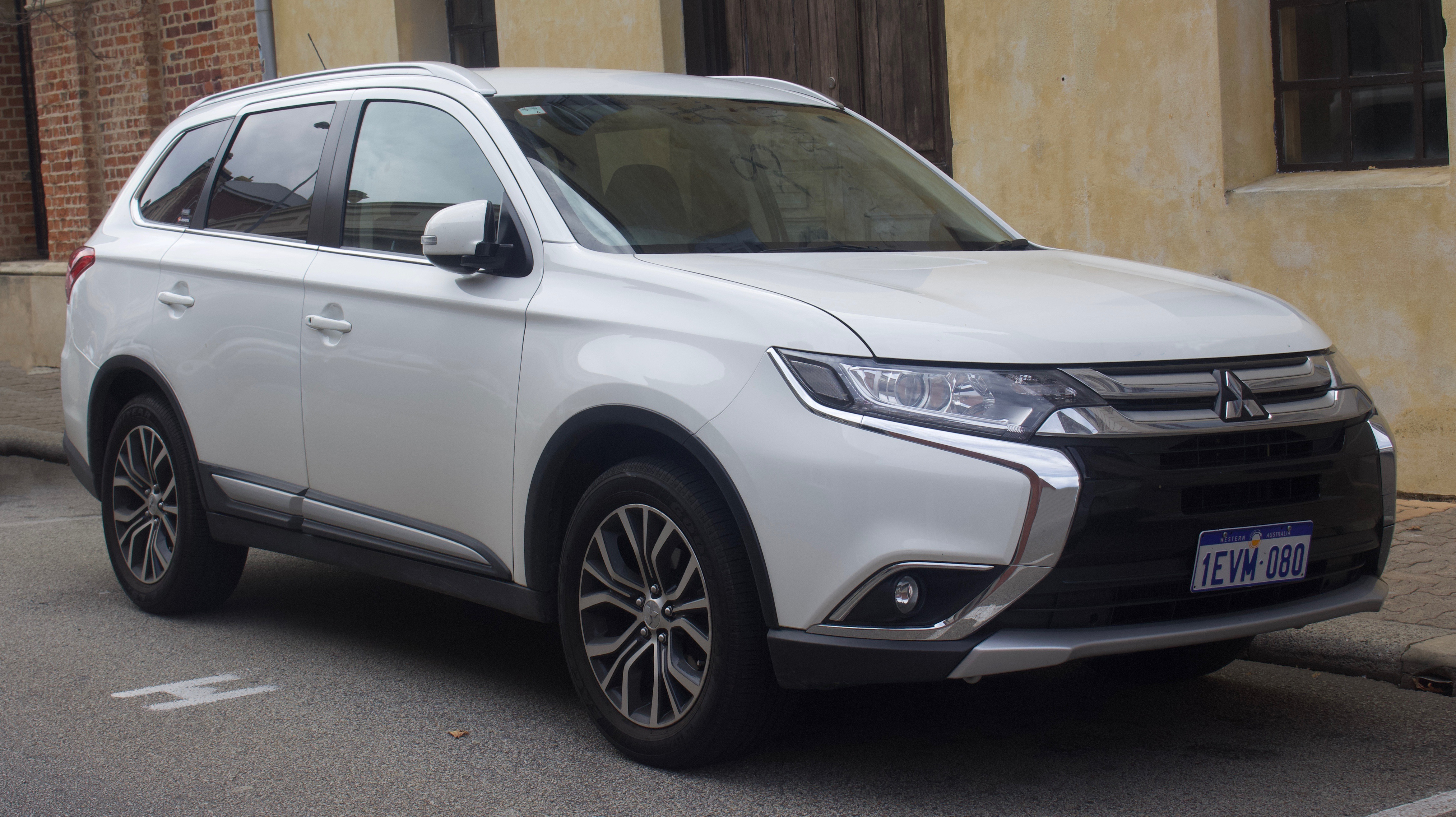
中期型車頭
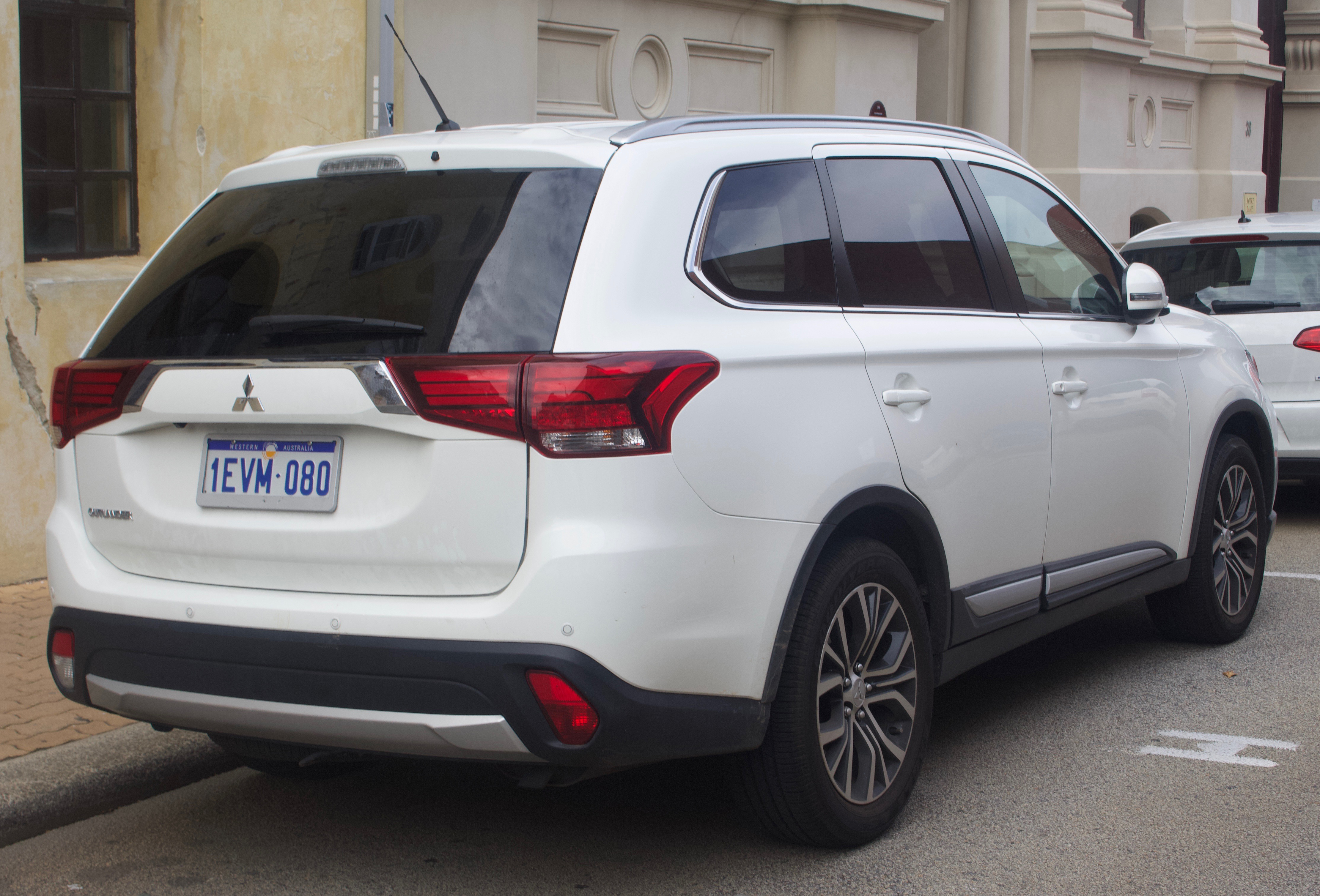
中期型車尾
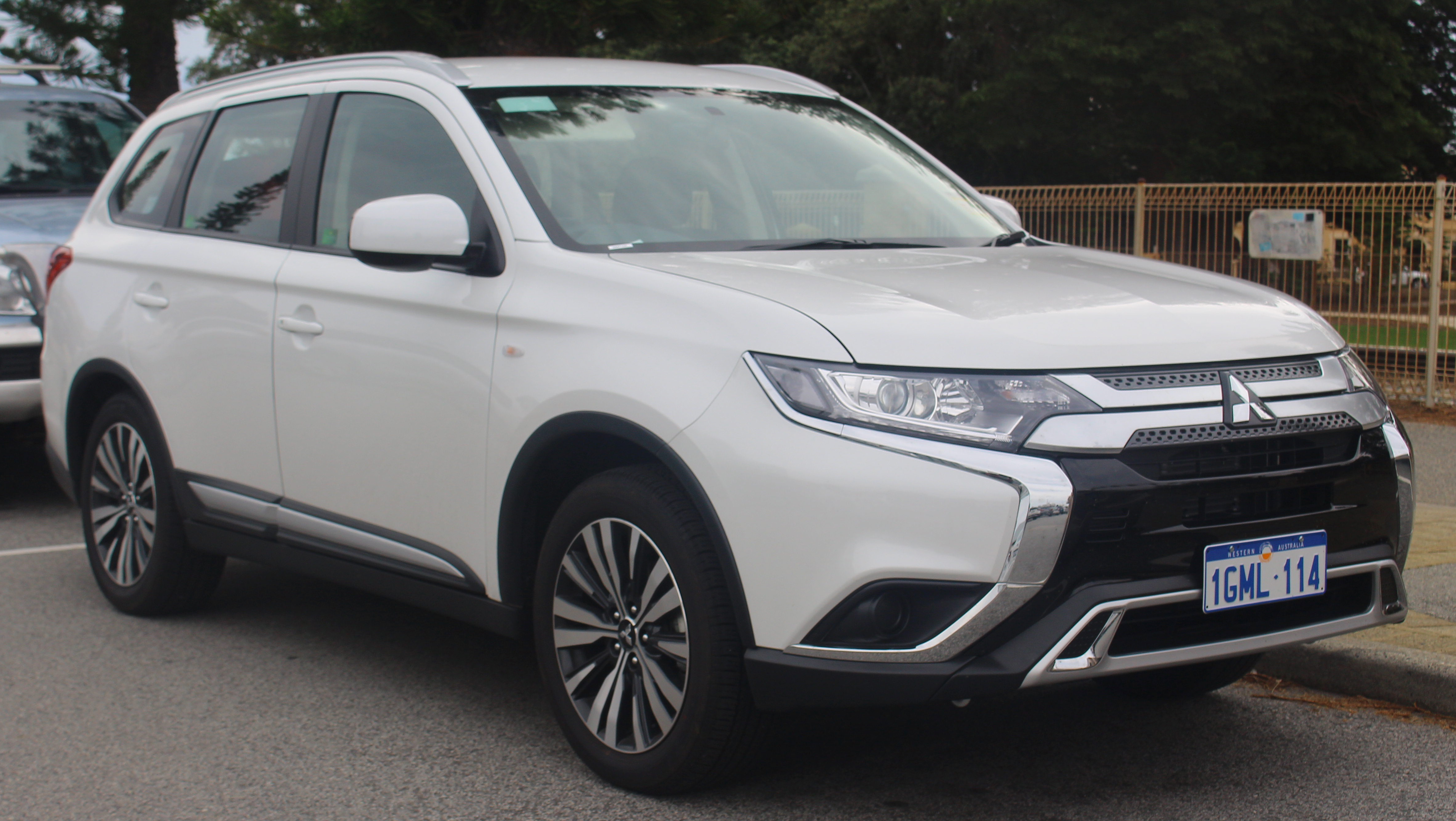
後期型車頭
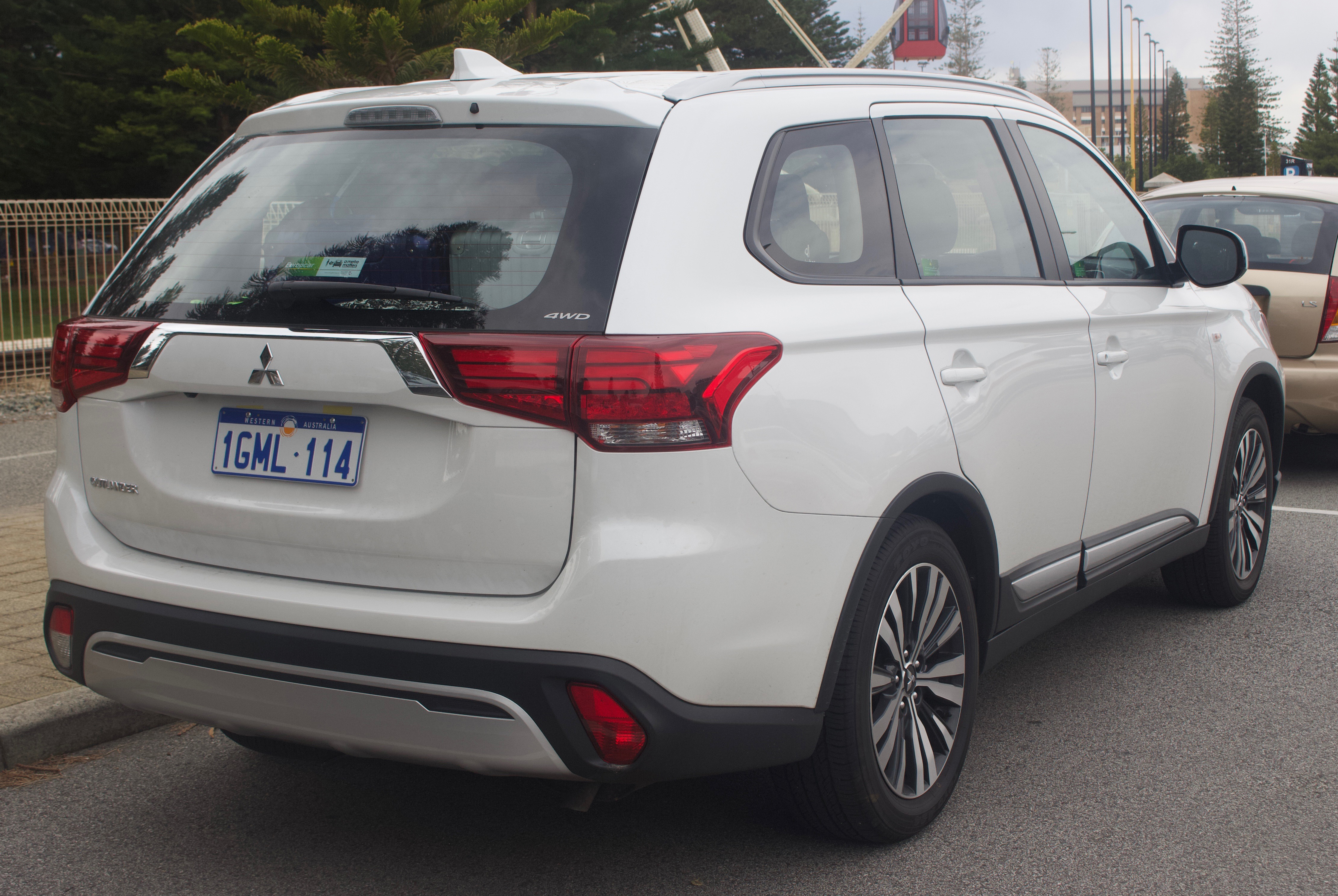
後期型車尾
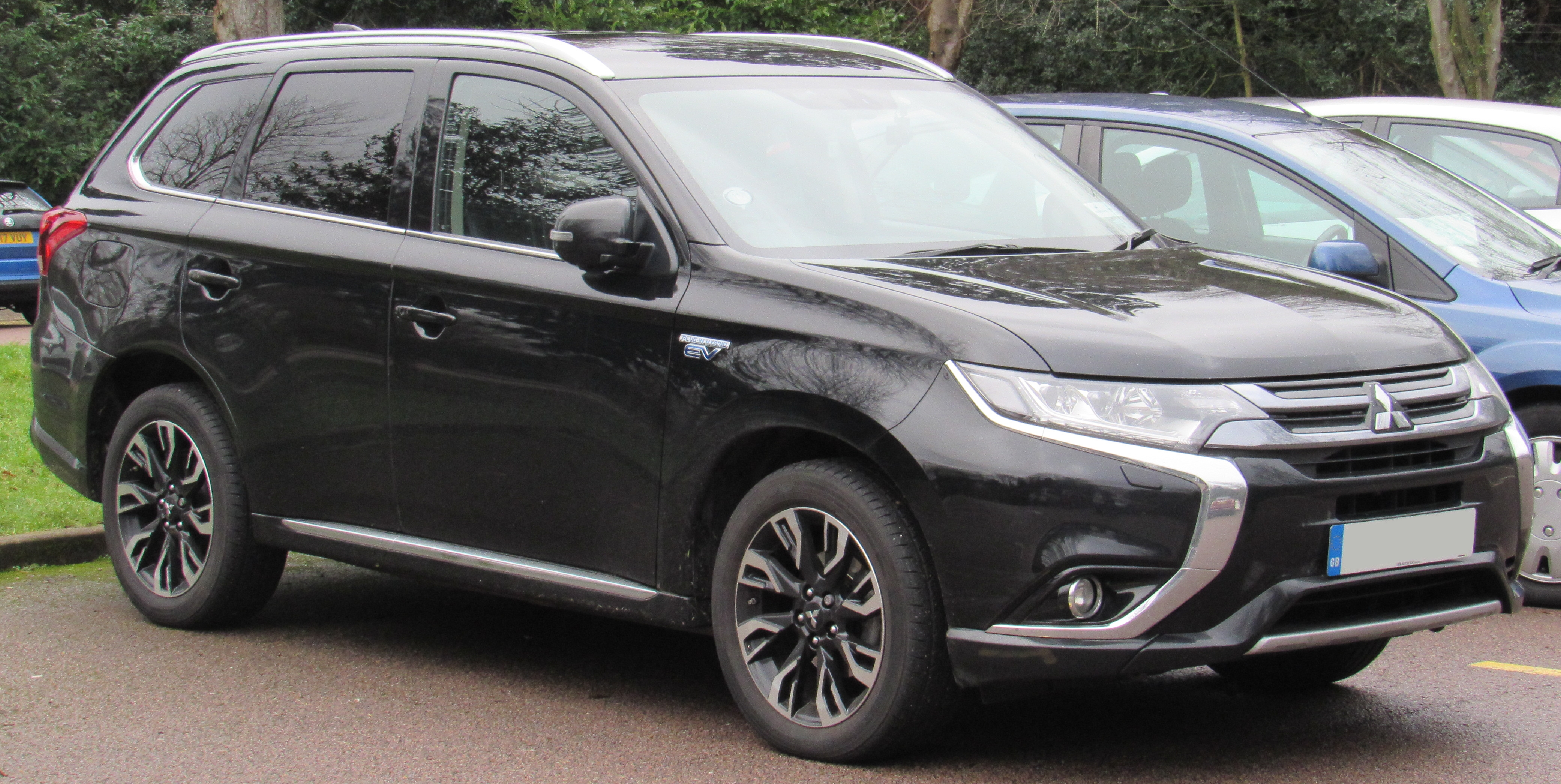
PHEV中期型車頭
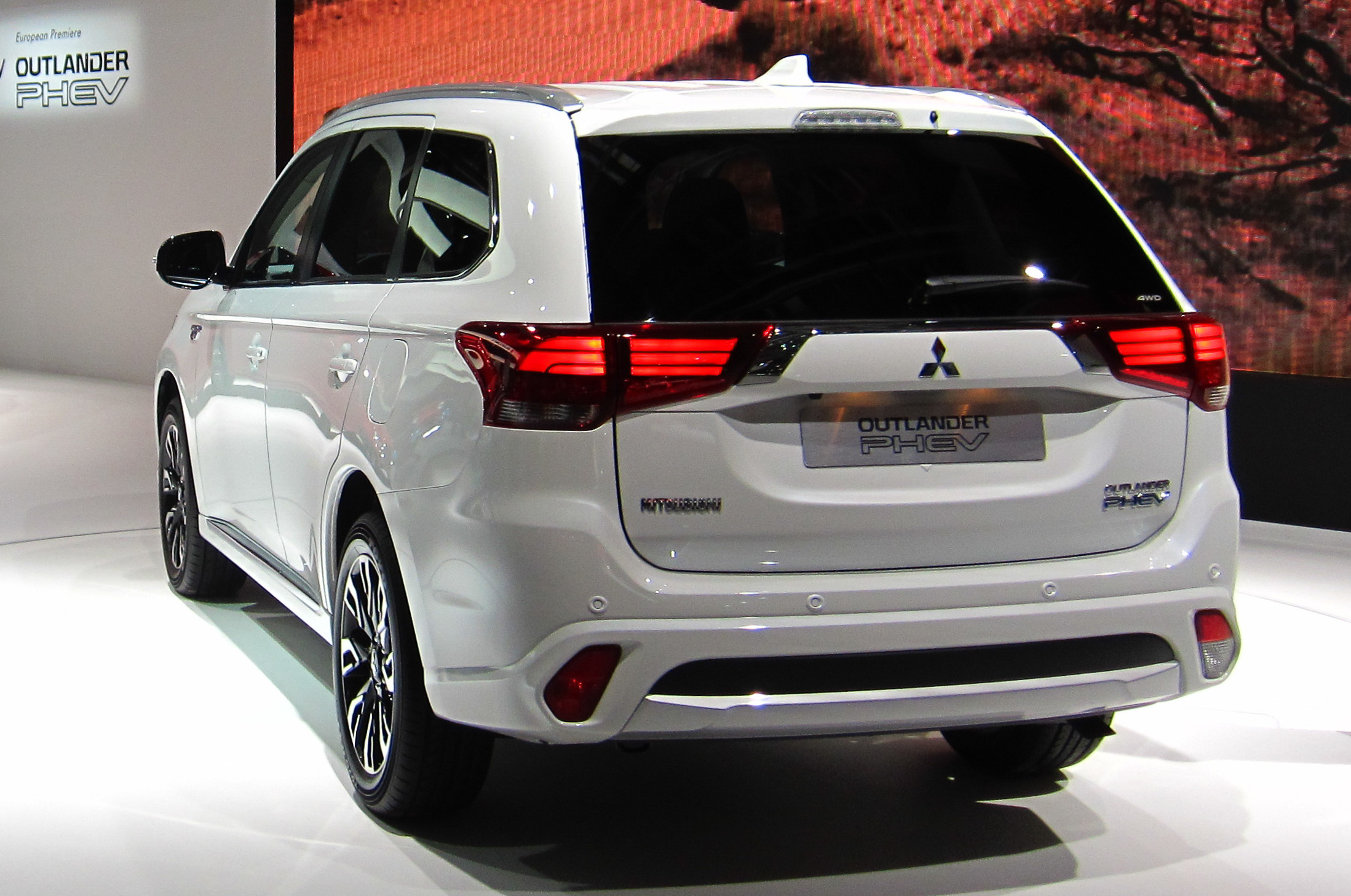
PHEV中期型車尾
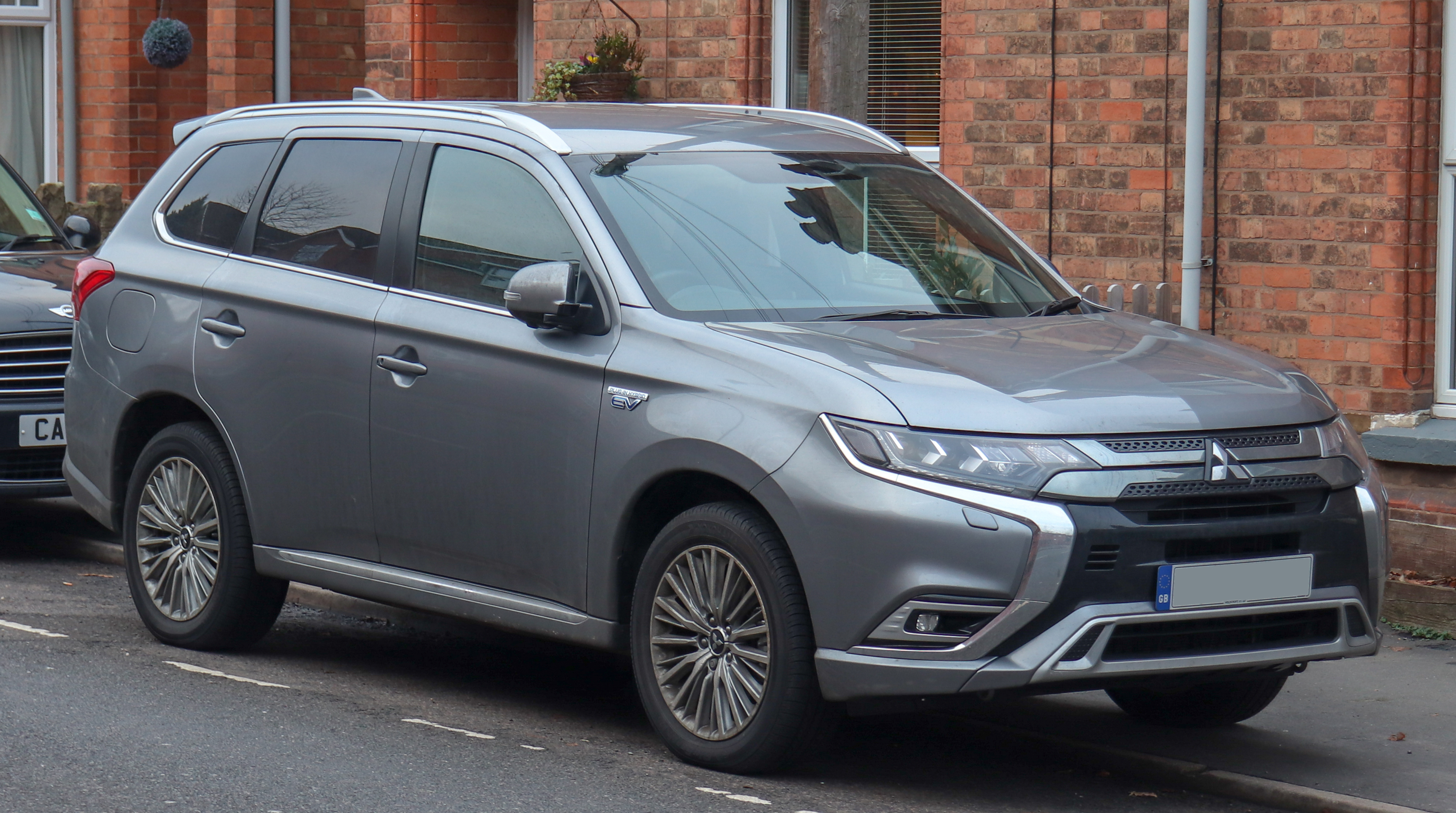
PHEV後期型車頭
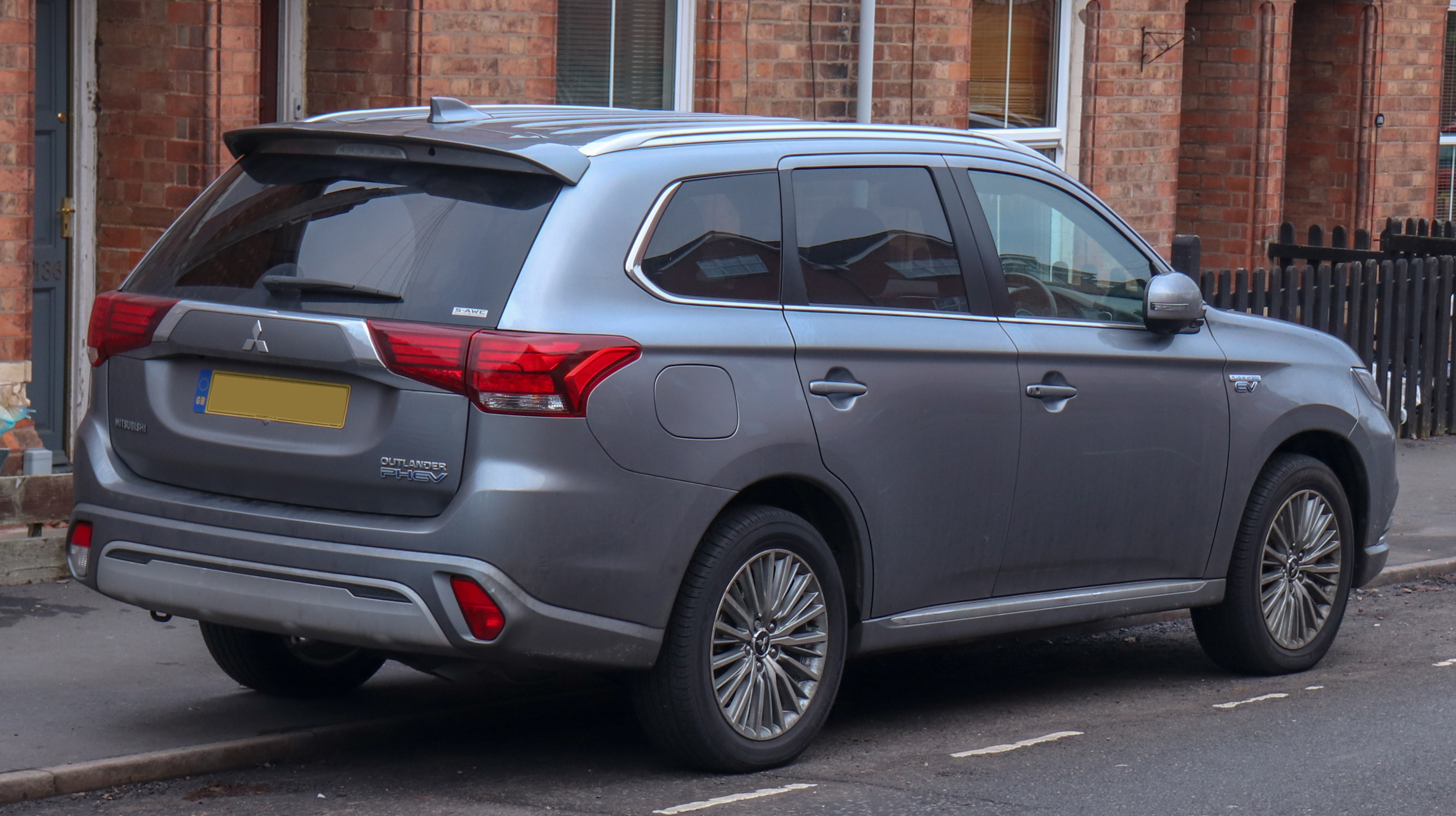
PHEV後期型車尾

### 第四代GM/GN/ZM系（2021年迄今）
三菱汽車於2016年巴黎車展上公開一款名為「GT PHEV」的概念車，三年後在2019年日内瓦汽車展上展示另一輛名為「Engelberg Tourer」的概念車；此二款概念車即為第四代Outlander之雛形。

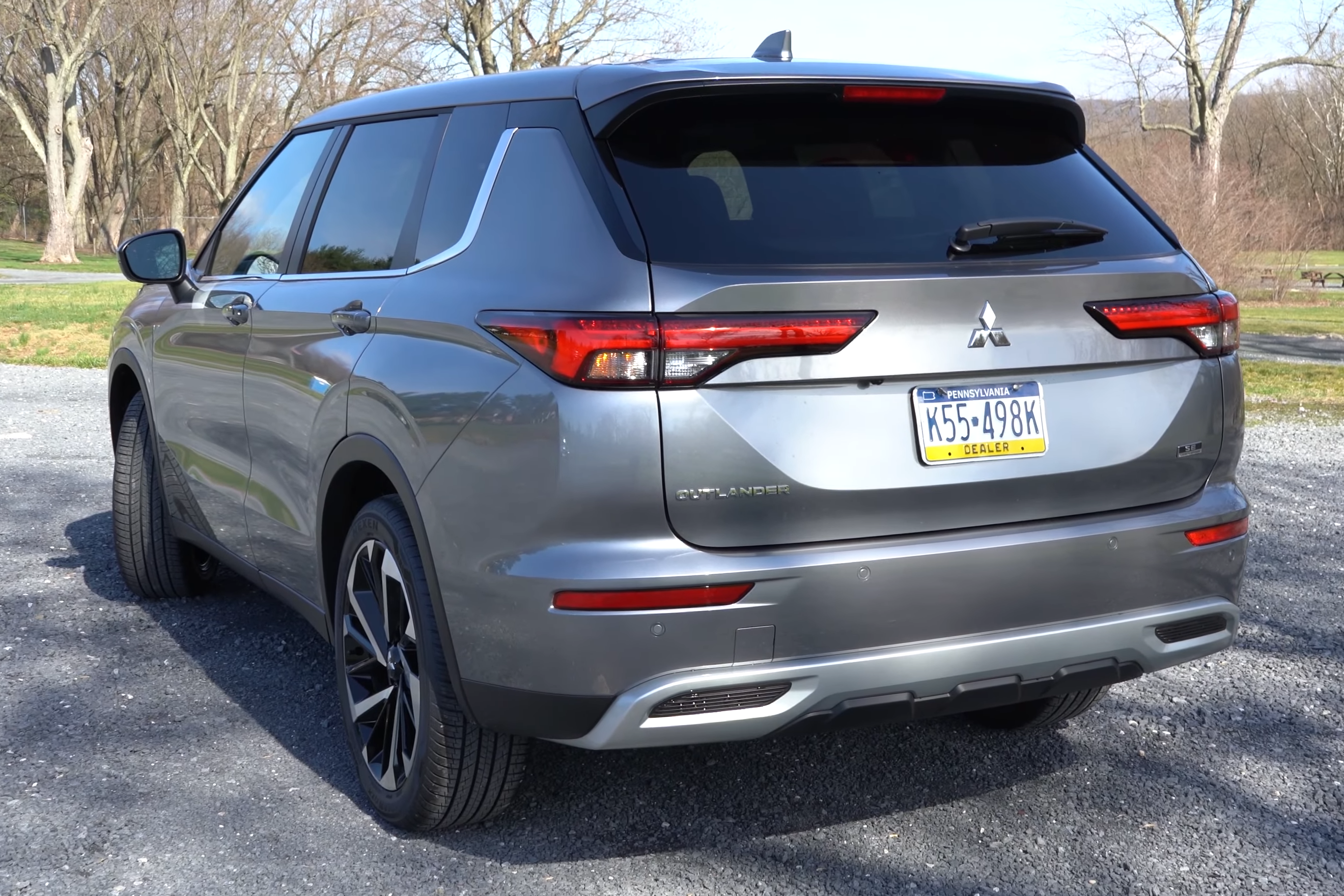
車尾
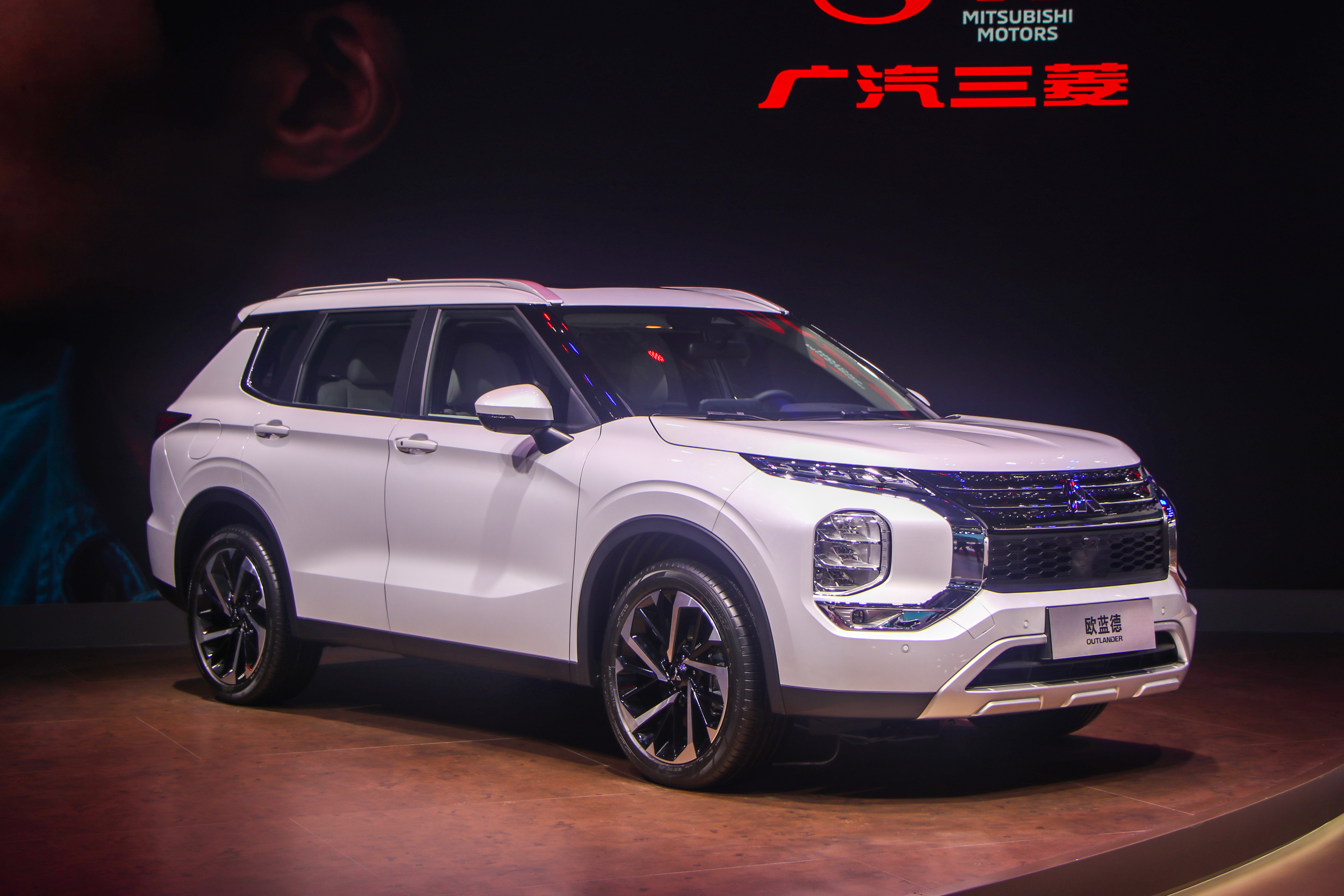
攝於2022年廣州國際車展
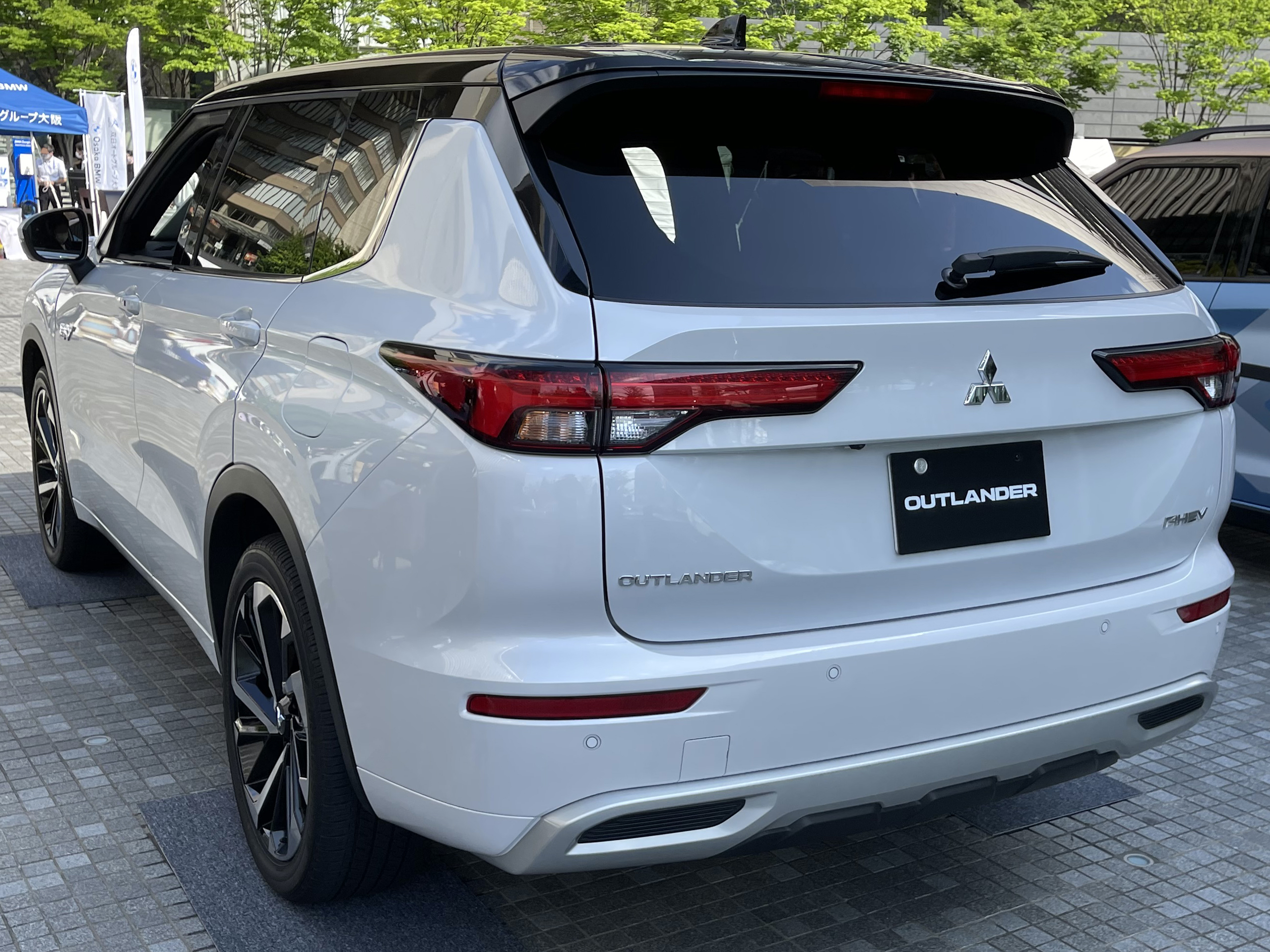
PHEV車尾

2021年 - 2月17日大改款的第四代Outlander於北美洲、波多黎各等市場進行全球首發，這款車使用與日產Rogue及第四代日產X-Trail相同的雷諾日產CMF-C/D平台，為三菱汽車發展史上首見，且繼續提供五人座與七人座配置。外觀設計高度還原前述之「Engelberg Tourer」概念車，強化「Dynamic Shield」家族設計特徵，並使用20吋銀黑雙色切削輪圈。在內裝的部分，頂規車型提供真皮座椅與鋁質飾板，入門等級則採用織物及絨布混搭。全新設計的四輻式方向盤搭配12.3吋虛擬儀表板，9吋中控娛樂螢幕能支援Android Auto和Apple CarPlay功能，另有10.8吋的HUD抬頭顯示器、三區恆溫空調系統、十支喇叭的Bose音響系統、USB-A和USB-C充電孔等配備。另外在遠端科技連結部分，原廠在北美市場也提供「Mitsubishi Connect」科技，除了遠端客服、SOS緊急救援服務外，還可以預先啟動車輛、開啟空調、定位尋車及防竊提醒、開啟頭燈或喇叭等多項功能；甚至可以利用Amazon Echo Auto功能連結，透過家中具有Amazon Alexa虛擬助理的裝置遠端控制車輛。
由於集團模組化的緣故，在主被動安全配備的部分除了11具安全氣囊之外，也導入了從日產汽車ProPilot科技所衍生出來的MI-PILOT半自動駕駛輔助系統，不僅具備全速域ACC主動車距巡航控制系統整合Stop&Go怠速熄火功能，更有LKA車道維持、LDP車道偏移、BSW盲點偵測、ABSA盲點煞車輔助、RCTA後方車流警示、TSR交通號誌辨識等功能。動力來源為2.5L直列四缸DOHC PR25DD型引擎，與日產Rogue美規版相同，搭配可模擬八速的INVECS-III型CVT變速箱，可輸出184ps的最大馬力和25kg·m的扭力峰值。即便底盤平台和動力心臟援引自雷諾日產集團，但四輪驅動車型仍採用三菱自家的S-AWC超能全時四輪控制系統，整合ACD主動中央差速器、AYC主動式舵角控制器、ASC車身動態穩定控制系統、ABS防鎖死煞車系統等四項功能。駕駛者可透過排檔桿後方的圓形旋鈕切換駕駛模式，4WD車型有Eco、Normal、Tarmac、Gravel、Snow、Mud等六種模式，而2WD車型則簡化成五種。
2021年 - 12月16日PHEV車型正式在日本上市，全車系均為4WD設定，所搭載之PHEV系統由2.4L直列四缸DOHC MIVEC 4B12型引擎與前輪軸S91型、後輪軸YA1型各一具AC永磁同步馬達所組成。搭載的S-AWC超能全時四輪控制系統亦有所精進，原本僅能對左右輪做煞車控制，現在改成加強對後輪的煞車控制以減輕前輪負擔，使得四輪的行進表現更為平衡。配合道路狀況及駕駛方式，PHEV版提供七種駕駛模式：「TARMAC」模式著重在乾燥鋪裝道路上的加速反應與優異的轉向迴轉能力，「GRAVEL」模式著重於未鋪裝道路或濕滑路面的操控，「POWER」模式提供強勁的加速力道，「NORMAL」模式適合一般道路之日常行駛，「SNOW」模式讓車輛在雪地或濕滑路面下的動態更為穩定，以及最省油節能的「ECO」模式等。
2022年 - 大改款的第四代Outlander PHEV陸續在全球各地發售，3月6日在紐西蘭、8月15日在澳大利亞、11月1日在加拿大及美國、12月在波多黎各等地。
至於中國市場，廣汽三菱汽車6月在重慶車展預告之後，終於在11月23日正式發表國產化的全新第四代Outlander。和其他市場最大的差異在於動力心臟，以1.5L直列四缸DOHC MIVEC 4B40型渦輪增壓引擎搭配[[48V微混合動力系統，加上CVT無段變速系統可繳出最佳14.9km/L的平均油耗成績，四驅車型也有13.6km/L的表現。全車系將全景天窗列為標準配備，依配備多寡及價格劃分成七種車型。
2024年 - 10月2日原廠宣布日規PHEV車型實施大幅度改良，歐規PHEV車型則於翌年春季陸續在歐洲20餘國上市，接著換北美洲、澳洲、紐西蘭等市場。改良的重點在於更換新的電池，歐規車型的純電模式續航里程超過80公里（WLTP規範），最大綜效馬力輸出也提升了20%。其他像是優化S-AWC超能全時四輪控制系統、重新調校懸吊系統、更換新款輪胎、通風座椅、YAMAHA音響等亦有所改良，內裝方面12.3吋中控螢幕的導航系統可與智慧型手機連結，以獲取即時交通資訊，並擴充資訊娛樂的連網功能。

#### 獲獎紀錄
第四代Outlander PHEV車型曾經獲得第42屆日本年度風雲車年度科技車獎，也獲得2021年度優良設計獎。
- 車尾
- 攝於2022年廣州國際車展
- PHEV車尾

## 外部連結
- （日語）日本官方網站 （页面存档备份，存于）
- 臺灣官方網站 （页面存档备份，存于）
- 中國官方網站 （页面存档备份，存于）